# História das divisões administrativas da China antes de 1912
A história das divisões administrativas da China Imperial é bastante complexa. Em toda a história, o que se chama 'China' tomou muitas formas e muitas organizações políticas. Por várias razões, as fronteiras e os nomes das divisões políticas mudaram - às vezes para seguir a topografia, às vezes para enfraquecer estados anteriores dividindo-os, e por vezes, para realizar um ideal filosófico ou histórico. Nos últimos tempos, o número de pequenas mudanças registradas é bastante grande; Em contrapartida, a falta de dados claros e confiáveis para os tempos antigos obriga historiadores e geógrafos a desenhar fronteiras aproximadas para as respectivas divisões. Mas graças aos registros imperiais e às descrições geográficas, as divisões políticas muitas vezes podem ser redesenhadas com alguma precisão. Mudanças naturais, como mudanças no curso de um rio (conhecida para o Huang He, mas também ocorre para outros), ou perda de dados, ainda dificulta essa questão nos tempos antigos.
História das divisões administrativas da China
A História das divisões administrativas da China é abordada nos seguintes artigos:
- História das divisões administrativas da China antes de 1912
- História das divisões administrativas da China (1912–1949) (República da China no continente)
- História das divisões administrativas da China (1949–presente) (República Popular da China)
- Divisões administrativas da China
- Distritos de Hong Kong
- Instituto para os Assuntos Cívicos e Municipais (Macau: Municípios e paróquias)
- Divisões administrativas da República da China (Taiwan)

## Resumo
| Divisões administrativas históricas na China | Divisões administrativas históricas na China                        | Divisões administrativas históricas na China                                                         | Divisões administrativas históricas na China                  | Divisões administrativas históricas na China |
| Dinastia                                     | Primário                                                            | Secundário                                                                                           | Terciário                                                     | Quaternário                                  |
| -------------------------------------------- | ------------------------------------------------------------------- | --- | ------------------------------------------------------------- | -------------------------------------------- |
| Qin                                          | Comandaria (郡, jùn)                                                | Condado (縣/县, xiàn)                                                                                |                                                               |                                              |
| Han, Jin                                     | Província (州, zhōu)                                                | Comandaria                                                                                           | Condado                                                       |                                              |
| Sui                                          | "Prefeitura" (muito menor 州)                                       | Condado                                                                                              |                                                               |                                              |
| Tang                                         | Circuito (道, dào)                                                  | Prefeitura (menor: 州; maior: 府, fǔ)                                                                | Condado                                                       |                                              |
| Song                                         | Circuito (路, lù)                                                   | Prefeitura (menor: 州; maior: 府; militar: 軍/军, jūn)                                               | Condado                                                       |                                              |
| Yuan                                         | Província (省, shěng)                                               | Circuito (路)                                                                                        | Prefeitura (menor: 州; maior: 府)                             | Condado                                      |
| Ming                                         | província diretamente administrada Zhílì (直隸/直隶) Província (省) | Prefeitura (府, Fǔ)                                                                                  | Departamento (州)                                             | Condado                                      |
| Qing                                         | província diretamente administrada (直隸/直隶) Província (省)       | Prefeitura (府) Departamento independente (直隸州/直隶州) Subprefeitura independente (直隸廳/直隶厅) | Condado (縣/县) Departamento (州) Subprefeitura (廳/厅, Tīng) |                                              |

## Tempos antigos

Planície chinesa 5c. BC.

Antes do estabelecimento da dinastia Qin, a China era governada por uma rede de reis, nobres e tribos. Não havia um sistema unificado de divisões administrativas. De acordo com textos antigos, a China nas dinastias  Xia e Zhou consistia em nove zhou, mas vários textos diferem quanto aos nomes e até mesmo funções desses zhous.
Durante a dinastia Zhou, a nação foi nominalmente controlada pelo "Filho do Céu". Na realidade, no entanto, o país foi dividido em estados concorrentes, cada um com uma cabeça hereditária, de várias formas "príncipe"", "duque", ou "rei". A rivalidade desses grupos culminou no período dos Reinos Combatentes, que terminou com a vitória do Qin.

## Províncias sob a Dinastia Qin

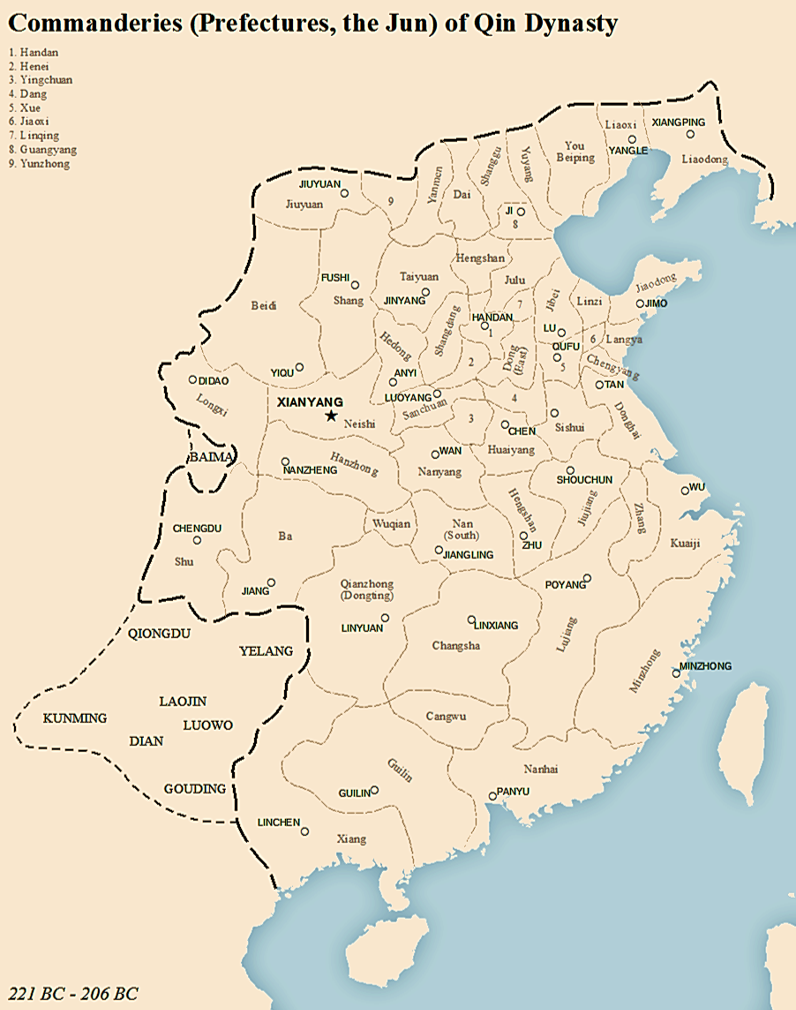
Fronteiras das comanderias do Império Qin.

Depois que o Reino de Qin conseguiu subjugar o resto da China em 221 A.C., Primeiro Imperador dividiu seu reino em relativamente pequenas comanderias, que foram divididas em ainda menores condados. Repudiando os feudos da Zhou, ambos os níveis foram controlados centralmente e rigorosamente como parte de um sistema meritocrático. Havia também um distrito capital administrado separadamente conhecido como Neishi.
As comanderias foram agrupadas em quatro grandes divisões: Guanzhong, nomeado pelo vale inferior do rio Wei em torno da capital "dentro do passe" levando a planície do norte da China; Hebei ao norte do rio Amarelo; e Jianghan, nomeado para os rios Yangtze e Han e incorporando as terras conquistadas da moderna Hunan e Guangdong. O controle sobre alguns destes, particularmente Fujian ( "Min Comanderia"), foi particularmente liberado.
| Comanderias do Império Qin    | Comanderias do Império Qin | Comanderias do Império Qin | Comanderias do Império Qin | Comanderias do Império Qin |
| Área Tradicional Simplificado | comanderias                | Nome Chinês                | Nome Chinês                | Condados & Circuitos       |
| Área Tradicional Simplificado | comanderias                | Trad.                      | Simp.                      | Condados & Circuitos       |
| ----------------------------- | -------------------------- | -------------------------- | -------------------------- | -------------------------- |
| Guanzhong 關中地區 关中地区   | Neishi Zhiguan             | 內史直管                   | 內史直管                   | 41                         |
| Guanzhong 關中地區 关中地区   | Longxi                     | 隴西郡                     | 陇西郡                     | 21                         |
| Guanzhong 關中地區 关中地区   | Shang                      | 上郡                       | 上郡                       | 21                         |
| Guanzhong 關中地區 关中地区   | Beidi                      | 北地郡                     | 北地郡                     | 15                         |
| Guanzhong 關中地區 关中地区   | Yunzhong                   | 雲中郡                     | 云中郡                     | 12                         |
| Guanzhong 關中地區 关中地区   | Jiuyuan                    | 九原郡                     | 九原郡                     | 8                          |
| Henan 河南地區 河南地区       | Sanchuan                   | 三川郡                     | 三川郡                     | 22                         |
| Henan 河南地區 河南地区       | Yingchuan                  | 潁川郡                     | 颍川郡                     | 23                         |
| Henan 河南地區 河南地区       | Dang                       | 碭郡                       | 砀郡                       | 22                         |
| Henan 河南地區 河南地区       | Dong                       | 東郡                       | 东郡                       | 26                         |
| Henan 河南地區 河南地区       | Xue                        | 薛郡                       | 薛郡                       | 22                         |
| Henan 河南地區 河南地区       | Donghai                    | 東海郡                     | 东海郡                     | 18                         |
| Henan 河南地區 河南地区       | Sichuan                    | 四川郡                     | 四川郡                     | 25                         |
| Henan 河南地區 河南地区       | Huaiyang                   | 淮陽郡                     | 淮阳郡                     | 27                         |
| Henan 河南地區 河南地区       | Nanyang                    | 南陽郡                     | 南阳郡                     | 27                         |
| Henan 河南地區 河南地区       | Linzi                      | 臨淄郡                     | 临淄郡                     | 10                         |
| Henan 河南地區 河南地区       | Jibei                      | 濟北郡                     | 济北郡                     | 9                          |
| Henan 河南地區 河南地区       | Taishan                    | 泰山郡                     | 泰山郡                     | 9                          |
| Henan 河南地區 河南地区       | Langxie                    | 琅邪郡                     | 琅邪郡                     | 6                          |
| Henan 河南地區 河南地区       | Jiaodong                   | 膠東郡                     | 胶东郡                     | 8                          |
| Henan 河南地區 河南地区       | Jiaoxi                     | 膠西郡                     | 胶西郡                     | 8                          |
| Henan 河南地區 河南地区       | Chengyang                  | 城陽郡                     | 城阳郡                     | 5                          |
| Hebei 河北地區 河北地区       | Hedong                     | 河東郡                     | 河东郡                     | 19                         |
| Hebei 河北地區 河北地区       | Henei                      | 河內郡                     | 河內郡                     | 19                         |
| Hebei 河北地區 河北地区       | Shangdang                  | 上黨郡                     | 上党郡                     | 21                         |
| Hebei 河北地區 河北地区       | Taiyuan                    | 太原郡                     | 太原郡                     | 13                         |
| Hebei 河北地區 河北地区       | Dai                        | 代郡                       | 代郡                       | 11                         |
| Hebei 河北地區 河北地区       | Yanmen                     | 雁門郡                     | 雁门郡                     | 17                         |
| Hebei 河北地區 河北地区       | Handan                     | 邯鄲郡                     | 邯郸郡                     | 11                         |
| Hebei 河北地區 河北地区       | Julu                       | 鉅鹿郡                     | 巨鹿郡                     | 10                         |
| Hebei 河北地區 河北地区       | Hengshan                   | 恆山郡                     | 恒山郡                     | 22                         |
| Hebei 河北地區 河北地区       | Qinghe                     | 清河郡                     | 清河郡                     | 4                          |
| Hebei 河北地區 河北地区       | Hejian                     | 河間郡                     | 河间郡                     | 10                         |
| Hebei 河北地區 河北地区       | Guangyang                  | 廣陽郡                     | 广阳郡                     | 9                          |
| Hebei 河北地區 河北地区       | Youbeiping                 | 右北平郡                   | 右北平郡                   | 16                         |
| Hebei 河北地區 河北地区       | Shanggu                    | 上谷郡                     | 上谷郡                     | 12                         |
| Hebei 河北地區 河北地区       | Yuyang                     | 漁陽郡                     | 渔阳郡                     | 12                         |
| Hebei 河北地區 河北地区       | Liaoxi                     | 遼西郡                     | 辽西郡                     | 7                          |
| Hebei 河北地區 河北地区       | Liaodong                   | 遼東郡                     | 辽东郡                     | 3                          |
| Jianghan 江漢地區 江汉地区    | Hanzhong                   | 漢中郡                     | 汉中郡                     | 12                         |
| Jianghan 江漢地區 江汉地区    | Shu                        | 蜀郡                       | 蜀郡                       | 18                         |
| Jianghan 江漢地區 江汉地区    | Ba                         | 巴郡                       | 巴郡                       | 11                         |
| Jianghan 江漢地區 江汉地区    | Nan                        | 南郡                       | 南郡                       | 20                         |
| Jianghan 江漢地區 江汉地区    | Jiujiang                   | 九江郡                     | 九江郡                     | 13                         |
| Jianghan 江漢地區 江汉地区    | Lujiang                    | 廬江郡                     | 庐江郡                     | 5                          |
| Jianghan 江漢地區 江汉地区    | Hengshan                   | 衡山郡                     | 衡山郡                     | 5                          |
| Jianghan 江漢地區 江汉地区    | Guiji                      | 會稽郡                     | 会稽郡                     | 27                         |
| Jianghan 江漢地區 江汉地区    | Changsha                   | 長沙郡                     | 长沙郡                     | 6                          |
| Jianghan 江漢地區 江汉地区    | Dongting                   | 洞庭郡                     | 洞庭郡                     | 11                         |
| Jianghan 江漢地區 江汉地区    | Cangwu                     | 蒼梧郡                     | 苍梧郡                     | 13                         |
| Jianghan 江漢地區 江汉地区    | Xiang                      | 象郡                       | 象郡                       | 2                          |
| Jianghan 江漢地區 江汉地区    | Nanhai                     | 南海郡                     | 南海郡                     | 5                          |
| Jianghan 江漢地區 江汉地区    | Guilin                     | 桂林郡                     | 桂林郡                     | 5                          |
| Jianghan 江漢地區 江汉地区    | Minzhong                   | 閩中郡                     | 闽中郡                     | 1                          |

Havia também outras quatro comanderias—Zhang (鄣郡), Zhouling (州陵郡), Jianghu (江湖郡), e Wuqian (巫黔郡)—e 23 condados não afiliados.

## Províncias sob a Dinastia Han

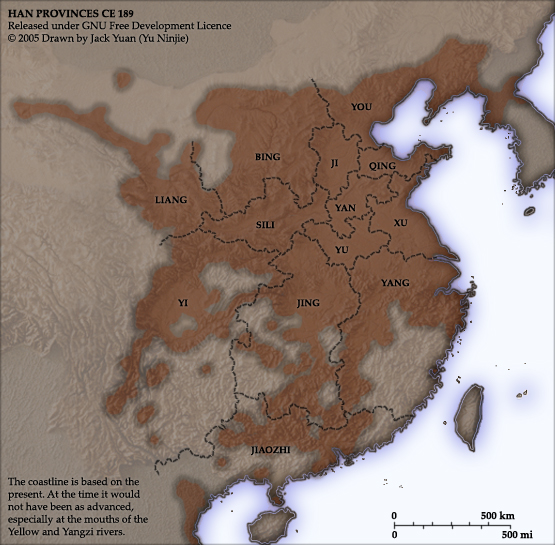
Províncias de Han, c. 190

A Dinastia Han inicialmente adicionou um nível superior de "reinos" ou "principados" (王国, wángguó), cada um dirigido por um rei local ou um príncipe da família imperial. Do estabelecimento da dinastia, no entanto, a tendência foi lentamente absorver essa estrutura quase-federal na burocracia imperial. Após a Rebelião dos Sete Estados, o sistema foi padronizado, substituindo os reinos e principados com treze províncias (州, zhōu).
- Províncias
- Comanderias
- Condados

| Províncias dos Han e Dinastias ocidentais de Jin | Províncias dos Han e Dinastias ocidentais de Jin | Províncias dos Han e Dinastias ocidentais de Jin | Províncias dos Han e Dinastias ocidentais de Jin | Províncias dos Han e Dinastias ocidentais de Jin | Províncias dos Han e Dinastias ocidentais de Jin | Províncias dos Han e Dinastias ocidentais de Jin            |
| Nome                                             | Chinês tradicional                               | Chinês simplificado                              | Pinyin                                           | Capital                                          | Capital                                          | Aproximadamente em termos de locais modernos                |
| Nome                                             | Chinês tradicional                               | Chinês simplificado                              | Pinyin                                           | Nome antigo                                      | Localização moderna                              | Aproximadamente em termos de locais modernos                |
| ------------------------------------------------ | ------------------------------------------------ | ------------------------------------------------ | ------------------------------------------------ | ------------------------------------------------ | ------------------------------------------------ | ----------------------------------------------------------- |
| Bingzhou*                                        | 并州                                             | 并州                                             | Bīngzhōu                                         | Jinyang                                          | sudoeste de Taiyuan                              | Shanxi                                                      |
| Jiaozhou*                                        | 交州                                             | 交州                                             | Jiāozhōu                                         | Longbian                                         | Leste de Hanoi                                   | norte Vietnã                                                |
| Jingzhou*                                        | 荆州                                             | 荆州                                             | Jīngzhōu                                         | Jiangling                                        | Jiangling                                        | Hubei, Hunan                                                |
| Jizhou*                                          | 冀州                                             | 冀州                                             | Jìzhōu                                           | Xindu                                            | Jizhou (cidade)                                  | southern Hebei                                              |
| Liangzhou*                                       | 涼州                                             | 凉州                                             | Liángzhōu                                        | Guzang                                           | Wuwei                                            | Gansu Ocidental                                             |
| Qingzhou*                                        | 青州                                             | 青州                                             | Qīngzhōu                                         | Linzi                                            | Leste de Zibo                                    | Shandong Oriental                                           |
| Xuzhou*                                          | 徐州                                             | 徐州                                             | Xúzhōu                                           | Pengcheng                                        | Xuzhou                                           | norte Jiangsu                                               |
| Yangzhou*                                        | 揚州                                             | 扬州                                             | Yángzhōu                                         | Jianye                                           | Nanjing                                          | sul Jiangsu, sul Anhui, Jiangxi, Zhejiang, Fujian, Shanghai |
| Yanzhou*                                         | 兗州                                             | 兖州                                             | Yǎnzhōu                                          | Linqiu                                           | noroeste de Yuncheng (condado)                   | Shandong Ocidental                                          |
| Yizhou*                                          | 益州                                             | 益州                                             | Yìzhōu                                           | Chengdu                                          | Chengdu                                          | central Sichuan, Guizhou                                    |
| Yongzhou*                                        | 雍州                                             | 雍州                                             | Yōngzhōu                                         | Chang'an                                         | noroeste de Xi'an                                | central Shaanxi                                             |
| Youzhou*                                         | 幽州                                             | 幽州                                             | Yōuzhōu                                          | Zhuoxian                                         | Zhuoxian                                         | norte Hebei, Beijing, Tianjin                               |
| Yuzhou*                                          | 豫州                                             | 豫州                                             | Yùzhōu                                           | Chenxian                                         | Huaiyang                                         | sul Henan, norte Anhui                                      |
| Pingzhou                                         | 平州                                             | 平州                                             | Píngzhōu                                         | Xiangping                                        | Liaoyang                                         | Liaoning, norte Korea                                       |
| Qinzhou                                          | 秦州                                             | 秦州                                             | Qínzhōu                                          | Jixian                                           | east of Gangu                                    | sul Gansu                                                   |
| Liangzhou                                        | 梁州                                             | 梁州                                             | Liángzhōu                                        | Nanzheng                                         | Hanzhong                                         | sul Shaanxi, leste Sichuan, Chongqing                       |
| Ningzhou                                         | 寧州                                             | 宁州                                             | Níngzhōu                                         | Dianchi                                          | sudeste de Kunming                               | Yunnan                                                      |
| Guangzhou                                        | 廣州                                             | 广州                                             | Guǎngzhōu                                        | Panyu                                            | Guangzhou                                        | Guangdong, leste Guangxi                                    |
| Sizhou                                           | 司州                                             | 司州                                             | Sīzhōu                                           | Luoyang                                          | Luoyang                                          | central Henan, sul Shanxi                                   |

* Uma das províncias originais estabelecidas durante a dinastia Han Oriental
Ping foi formada a partir de You; Qin de Liang (涼/凉); Liang (梁) e Ning de Yi; e Guang de Jiao. Jiao foi estabelecido a partir de um território chamado Jiaozhi (交趾); Si também era uma nova criação, seu território anteriormente administrado por um comandante metropolitano (司隷校尉, Sīlì xiàowèi) com capacidades semelhantes aos governadores provinciais'. Shuofang (朔方, Shuòfāng), um território similar no norte de Shaanxi, foi fundido em Bing em vez de se tornar uma província cheia por direito próprio.

## Províncias durante a Era da Fragmentação

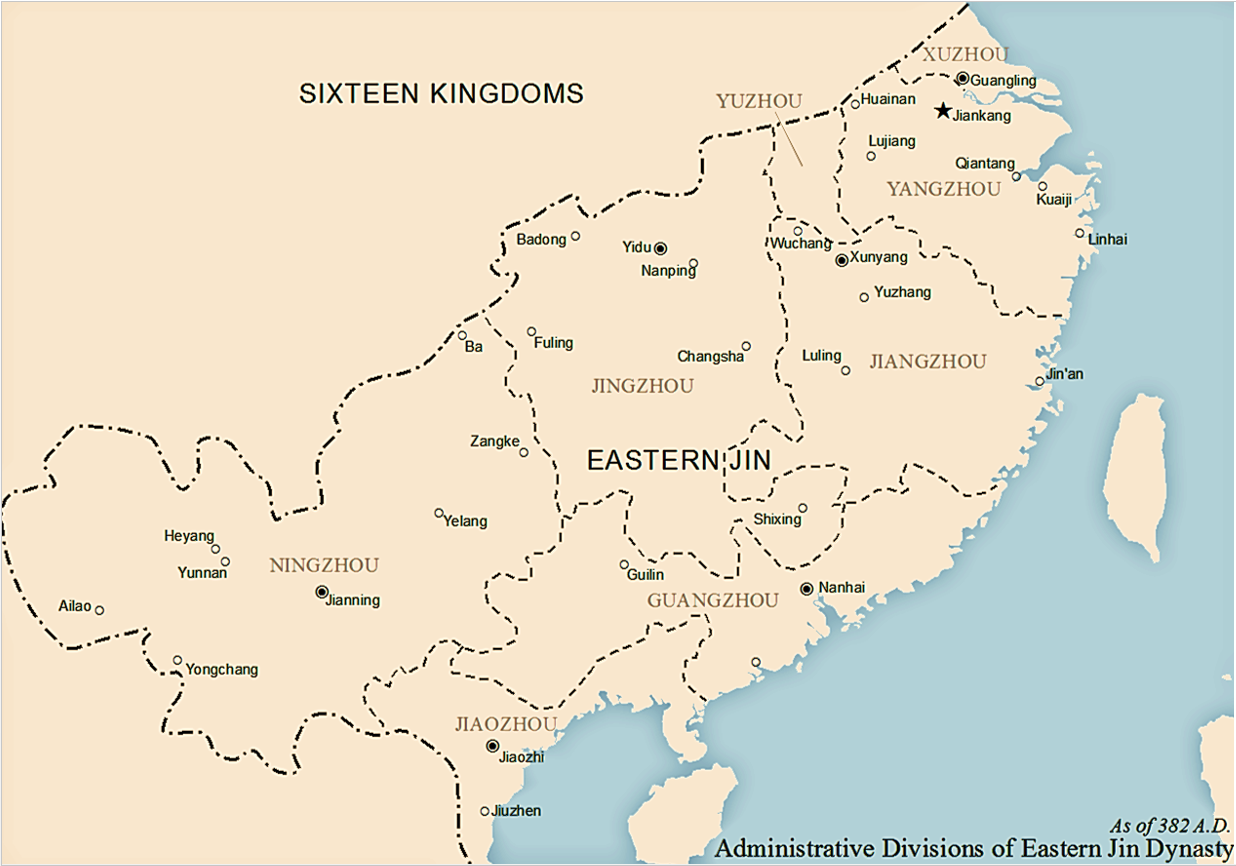
Divisões administrativas da dinastia Jin Oriental, a partir de 382 dC

Ao longo da Dinastia Han, os Período dos Três Reinos, e o período inicial da Dinastia Jin, o sistema de divisão administrativa permaneceu intacto. Isso mudou, no entanto, com a invasão de tribos nômades do norte em 310, que interrompeu a unidade da China e criou uma variedade de governos.
Após o desastre de Yongjia, a dinastia Jin perdeu uma quantidade significativa de territórios no norte. Dezesseis Reinos foram estabelecidos por bárbaros na planície do rio Amarelo, enquanto o tribunal da dinastia Jin mudou para Jiankang e sobreviveu no sul como Jin Oriental. Entre as províncias anteriores da dinastia Jin, apenas algumas permaneceram. Elas incluem:
- Yangzhou
- Jiangzhou
- Jingzhou
- Ningzhou
- Jiaozhou
- Guangzhou
- Yuzhou (apenas a parte sul)
- Xuzhou (apenas a parte sul)

Enquanto os bárbaros ocuparam o norte, muitas etnias de Han se mudaram para o sul junto com o tribunal da dinastia Jin. Essas pessoas se reuniram em algumas pequenas vilas do sul e formaram comunidades correspondentes às suas cidades originais. Gradualmente, sua população excedeu a população local dessas pequenas vilas. Assim, o governo Jin estabeleceu muitas "prefeituras ou condados emigrantes" (Qiaozhou) naquelas pequenas vilas e as nomeou com base nas vilas de imigrantes. Por exemplo, Yanzhou, Qingzhou e Youzhou foram cedidos aos reinos bárbaros, mas havia o sul de Yanzhou, o sul de Qingzhou e o sul de Youzhou, no sul.

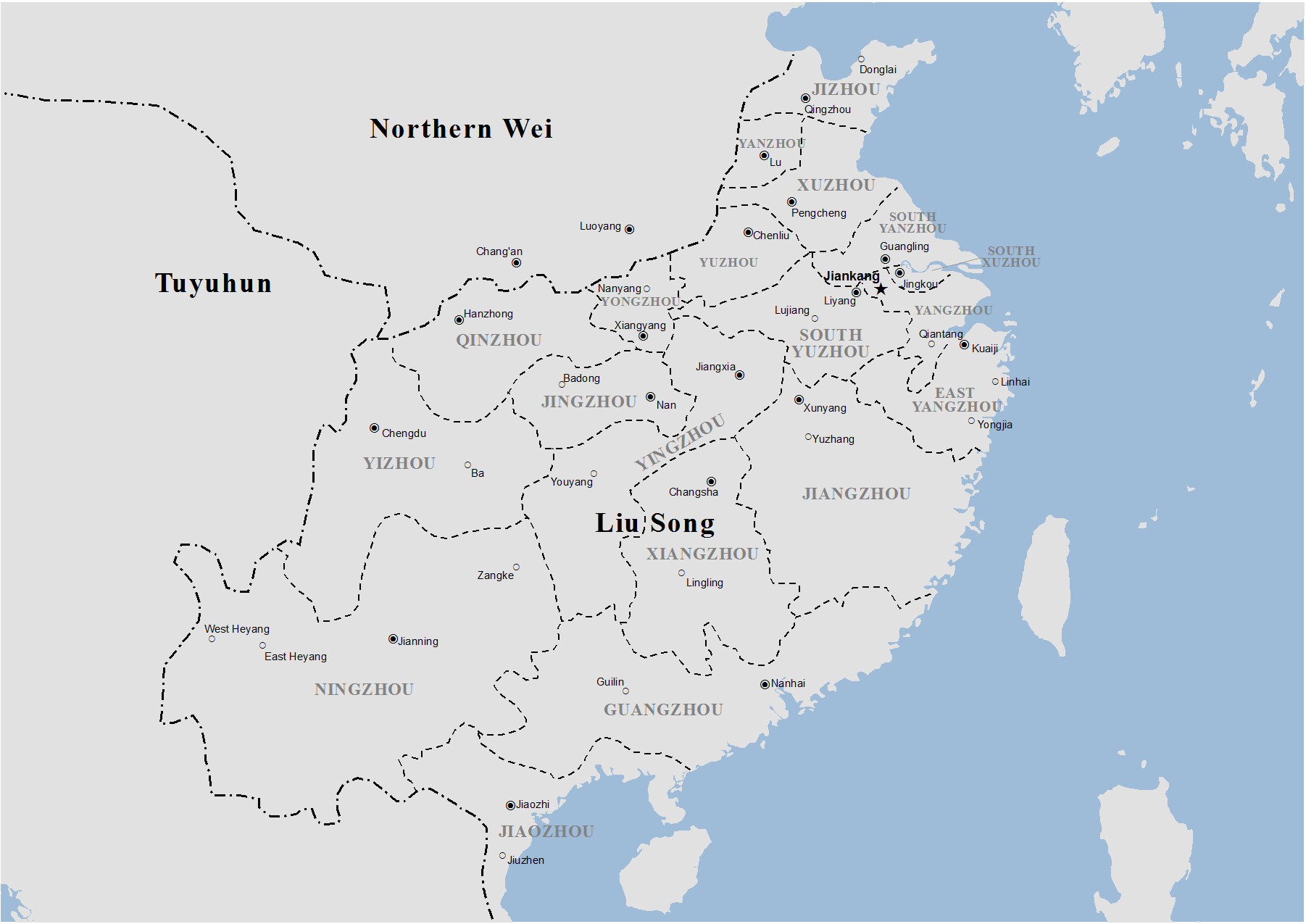
Divisões administrativas da dinastia Liu Song (dinastias do sul)

Jin Oriental lançou várias expedições em seus últimos anos e recuperou muitos territórios. Quando o Liu Song substituiu Jin Oriental como a primeira dinastias do Sul, ele reconstruiu as divisões administrativas. Por exemplo, Yanzhou, Yongzhou e Jizhou foram restauradas. Durante o reinado de Imperador Xiaowu, Liu Song tinha 22 prefeituras (州, Zhou), 238 sub-prefeituras (郡, Jun) e 1179 condados (Xian, 县):
- Yangzhou
- Xuzhou
- Southern Xuzhou
- Yanzhou
- Southern Yanzhou
- Yuzhou
- Southern Yuzhou
- Jiangzhou
- Qingzhou
- Jizhou
- Sizhou
- Jingzhou
- Yingzhou
- Xiangzhou
- Yongzhou
- Liangzhou
- Qinzhou
- Yizhou
- Ningzhou
- Guangzhou
- Jiaozhou
- Yuezhou

Mais tarde, devido ao conflito com Uei do Norte e à mudança de territórios, as divisões prefeitura de Liu Song mudaram por diversas vezes. Os sucessores de Liu Song, Qi do Sul e Dinastia Liang, manteve a maior parte das divisões administrativas de Liu Song exceto para a península Shandong, que foi perdida novamente para o norte. A dinastia Liang também estabeleceu os primeiros condados na Ilha Hainan. A última das dinastias do sul, a dinastia Chen, no entanto, perdeu todas as prefeituras ao norte do rio Yangtze.

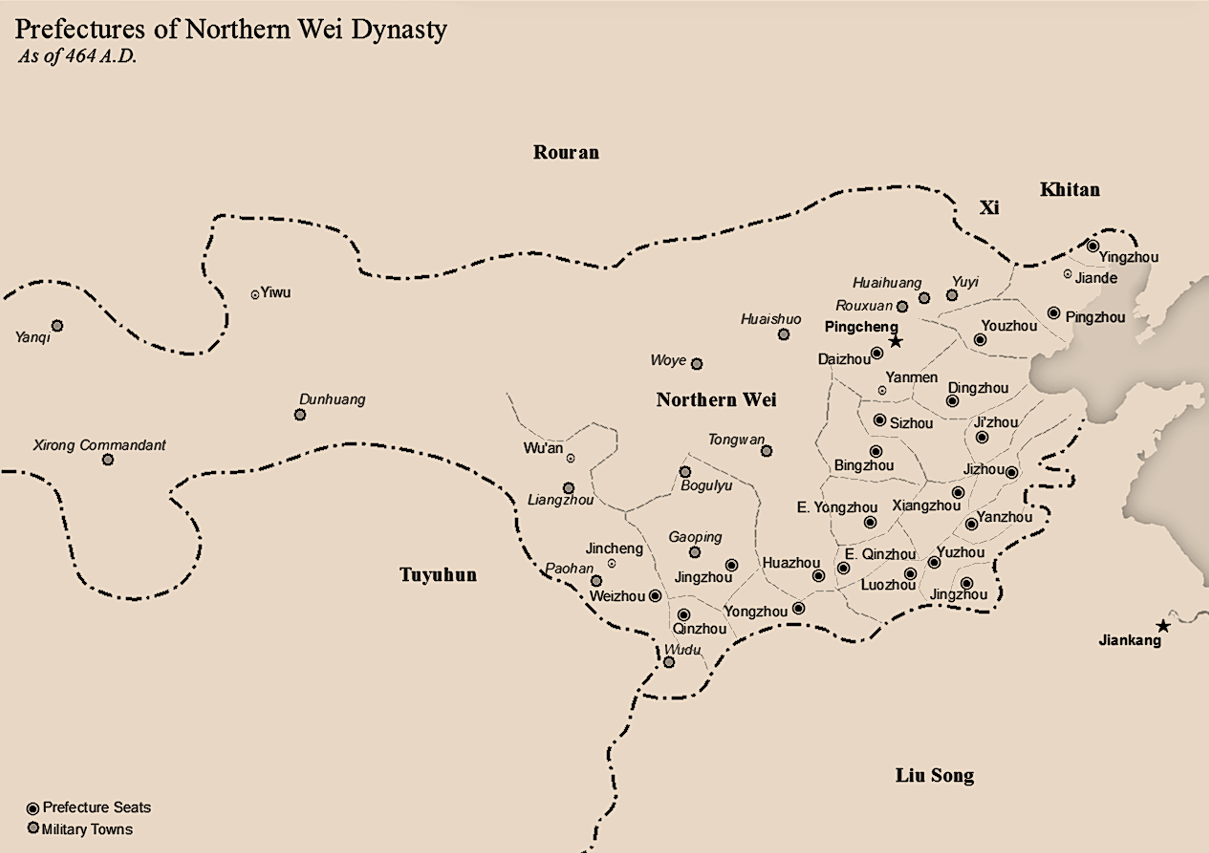
Divisões administrativas da dinastia Uei do Norte (Dinastias do Norte) em 464

Dezesseis reinos do norte da China foram unidos por Uei do Norte, o império estabelecido pelas pessoas de Xianbei. Embora os imperadores do Norte de Uei tentassem ser Sinicizados, houve sérias lutas internas entre Xianbei e Estilos Han no Uei do Norte. Como resultado, as divisões administrativas do Uei do Norte eram bastante complicadas e instáveis. A parte sul do império usou o estilo Han prefeitura e sistema de condado, enquanto a parte norte do império estava relativamente mal organizada. Devido à rivalidade e às guerras entre o norte e o sul, a área entre rio Huai e rio Yangtze sofreu uma perda significativa de população. Depois que Uei do Norte tomou essa área de Liu Song e Qi do Sul, muitas vilas e aldeias estavam vazias. Portanto, as divisões administrativas nessas áreas foram mal desenhadas. Prefeituras de Uei do Norte incluem:
- Daizhou
- Youzhou
- Yingzhou
- Pingzhou
- Dingzhou
- Jizhou (济州)
- Jizhou (冀州)
- Yanzhou
- Yuzhou
- Jingzhou (荆州)
- Luozhou (Luoyang)
- Yongzhou (Chang'an)
- Huazhou
- Qinzhou
- Ueichou
- Jinchou (泾州)
- Sichou
- Binchou
- Chinchou Oriental
- Ionchou Oriental

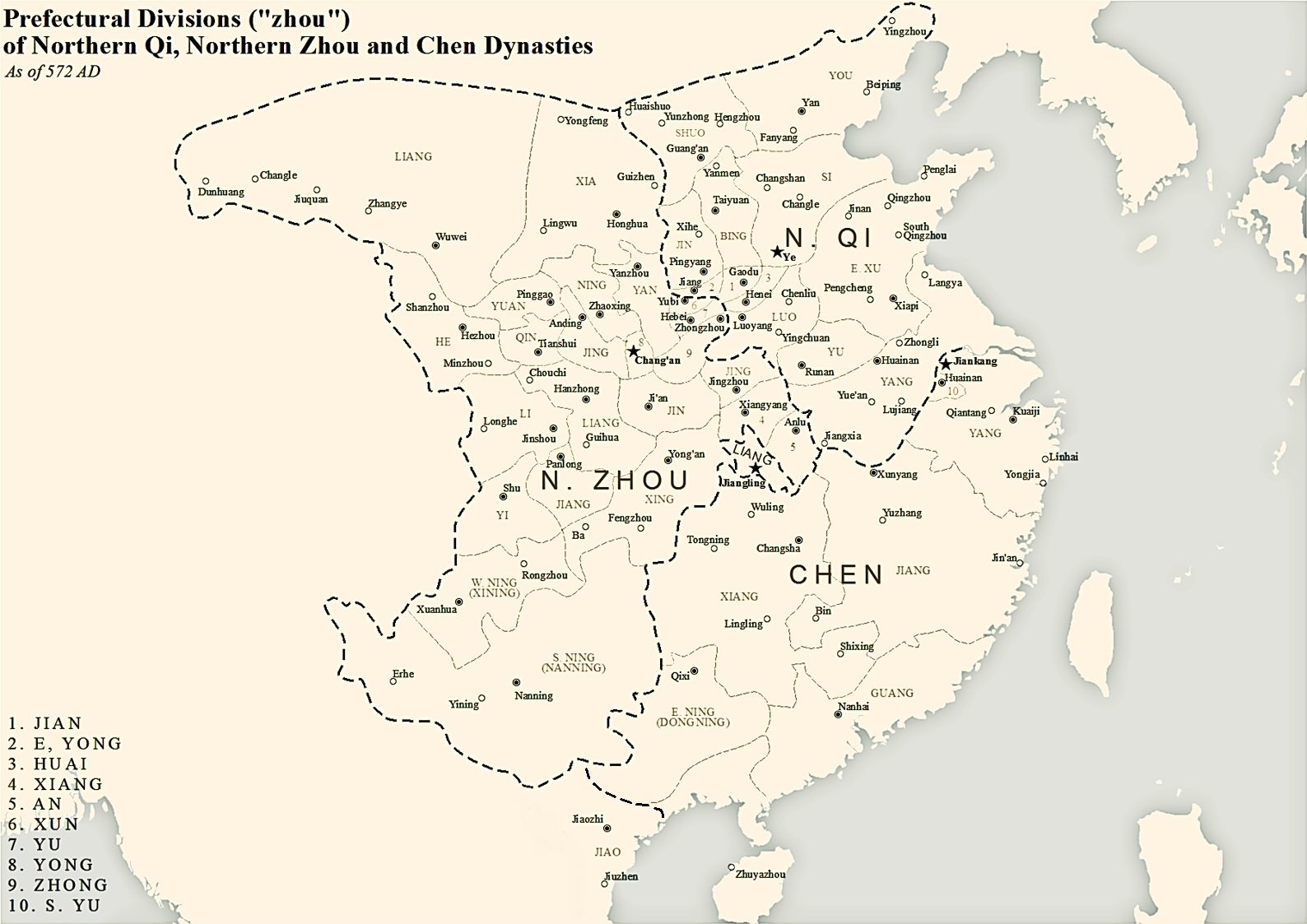
Divisões administrativas (zhou, as prefeituras) da China durante a fase posterior das Dinastias do Sul e do Norte (Qi do Norte, Zhou do Norte e Chen), em 572 DC.

Para defender a invasão do Canato Rourano, Uei do Norte estabeleceu muitas (inicialmente seis) cidades militares no norte e transformou a parte norte em distritos militares. Depois de mudar a capital de Pingcheng para Luoyang, o Uei Norte gradualmente perdeu muitos territórios aos rouranos e estados do noroeste. Então, aquelas vilas militares se rebelaram e enfraqueceram o império Xianbei. Finalmente, a luta interna dividiu Uei do Norte em Uei Oriental e Uei Ocidental, que seria substituído por Qi do Norte e Zhou do Norte, respectivamente. Qi do Norte e Zhou do Norte invadiram as dinastias do sul e ocuparam muitos condados e prefeituras da dinastia Chen.
Em seus primeiros anos, tanto Qi do Norte quanto Zhou do Norte redesenharam as divisões administrativas. Muitas prefeituras da antiga dinastia Uei do Norte foram abolidas e fundidas umas com as outras. Algumas novas prefeituras foram estabelecidas. Prefeitura de Qi do Norte include:
- Youzhou
- Shuozhou
- Sizhou
- Eastern Xuzhou
- Yuzhou
- Yangzhou
- Luozhou
- Bingzhou
- Jinzhou (晋州)
- Huaizhou
- Eastern Yongzhou
- Jianzhou

Prefeituras de Zhou do Norte inclui:
- Yongzhou
- Jingzhou
- Xiangzhou
- Anzhou
- Xingzhou
- Jinzhou (金州)
- Liangzhou (梁州)
- Lizhou
- Yizhou
- Jiangzhou (绛州)
- Yuanzhou
- Qinzhou
- Xunzhou
- Yuzhou
- Zhongzhou
- Hezhou
- Liangzhou (凉州)
- Xiazhou
- Ningzhou
- Ningzhou Oeste (Xiningzhou)
- Ningzhou Sul (Nanningzhou)

Ao mesmo tempo, a dinastia Chen no sul tinha prefecturas semelhantes com seus precursores (Liu Song, Qi do Sul e Dinastia Liang), mas algumas prefeituras no norte e do oeste foram cedidas às dinastias do norte. Chen redesenhou as divisões administrativas. Estabeleceu 42 prefeituras, mas deu fileiras diferentes da prefeitura. As prefeituras Tier-1 da dinastia Chen incluem:
- Yangzhou
- Southern Yuzhou
- Jiangzhou
- Guangzhou
- Xiangzhou
- Jiaozhou (江州)
- Ningzhou Leste (Dongningzhou)

Em seus últimos anos, no entanto, Qi do Norte e Zhou do Norte montaram muitas novas prefeituras para representar áreas que não estavam sob seus controles. Por exemplo, o Qi do Norte estabeleceu Guangzhou, que eram controlados pela dinastia Chen e Yizhou, que eram controlados por Zhou do Norte. Na área entre os rios Yangtze e Huai, as pessoas que fugiram para escapar das guerras em períodos anteriores começaram a voltar para suas cidades. No entanto, muitas de suas cidades originais foram completamente destruídas. Como resultado, pessoas da mesma cidade reuniram e estabeleceram novas cidades e nomearam essas cidades com nomes originais. Isso levou à situação de que muitas cidades com o mesmo nome foram estabelecidas. Por exemplo, dentro de Luozhou e Yuzhou, havia vários municípios chamados Chenliu.
A dinastia de Chen também criou uma série de novas prefeituras de imigrantes ao longo do rio Yangtze, como o sul de Xuzhou e Jiangzhou do Norte, etc. A divisão administrativa começou a mexer-se. As dinastias do norte e do sul foram eventualmente reunificadas pela dinastia Sui em 589. Naquela época, havia centenas de prefeituras em toda a China. O Imperador Wen de Sui lançou assim uma grande reforma no sistema de divisão administrativa que mudou o sistema Zhou-Jun-Xian (Prefeitura, Sub-Prefeitura, Condado) para o sistema Zhou-Xian e as nove províncias tradicionais seriam restauradas.

## Províncias sob a Dinastia Sui

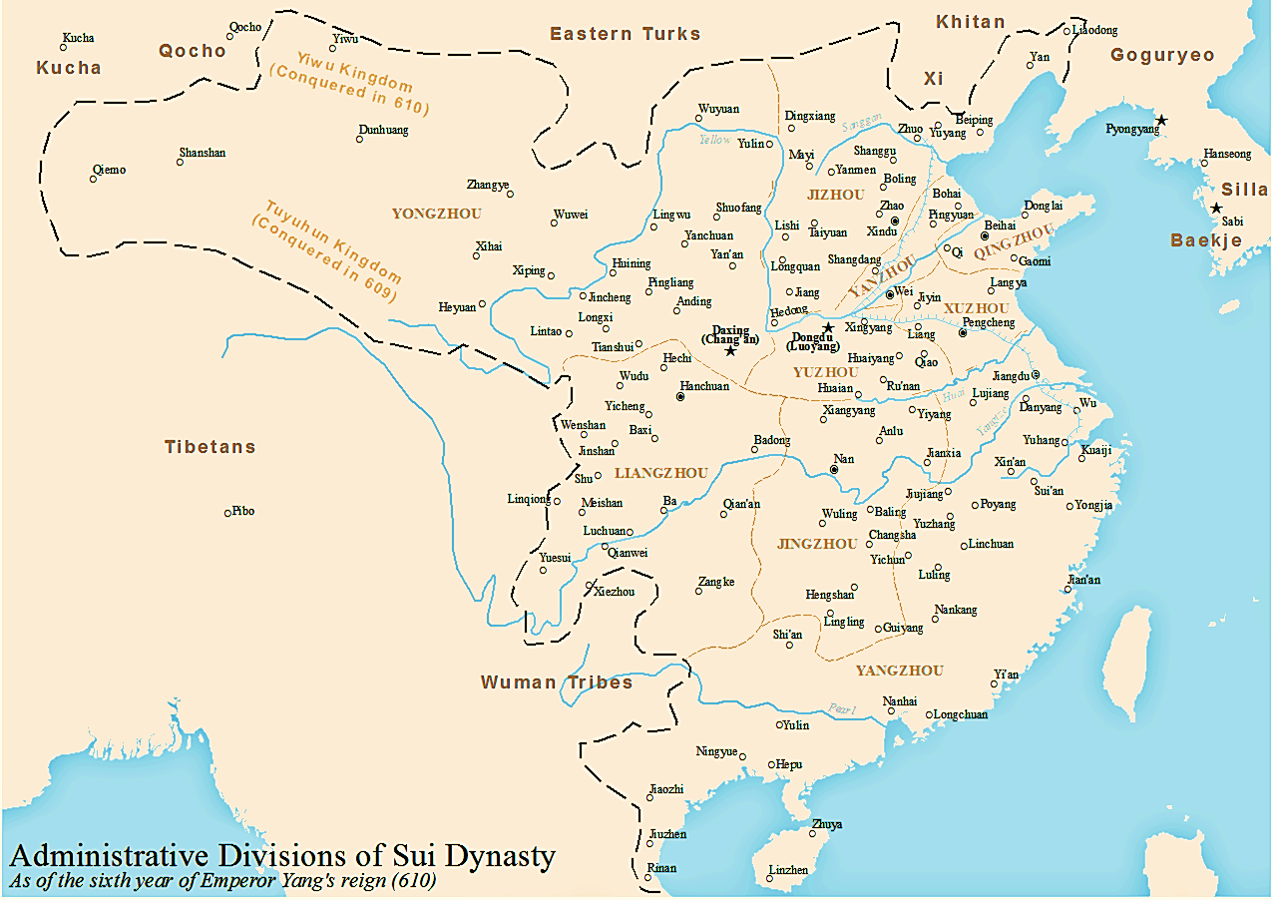
Províncias Sui, ca. 610

No momento em que a unidade foi finalmente restabelecida pela dinastia Sui, as províncias haviam sido divididas e redividas tantas vezes por diferentes governos que eram quase do mesmo tamanho que comanderias, tornando o sistema de duas camadas supérfluo. Como tal, o Sui fundiu os dois juntos. Em português, esse nível combinado é traduzido como "prefeituras". Em chinês, o nome mudou entre zhou e jun várias vezes antes de finalmente ser resolvido zhou. Com base nas apócrifo sistema Nove Províncias, o Sui restaurou nove zhou.
O Sui tinha 9 províncias, 190 prefeituras, 1.225 municípios e cerca de 9 milhões de domicílios registrados ou aproximadamente 50 milhões de pessoas.
| Províncias da Dinastia Sui | Províncias da Dinastia Sui | Províncias da Dinastia Sui | Províncias da Dinastia Sui | Províncias da Dinastia Sui | Províncias da Dinastia Sui | Províncias da Dinastia Sui                                     |
| Nome                       | Chinês tradicional         | Chinês simplificado        | Pinyin                     | Capital                    | Capital                    | Extensão aproximada em termos de locais modernos               |
| Nome                       | Chinês tradicional         | Chinês simplificado        | Pinyin                     | Nome antigo                | Localização moderna        | Extensão aproximada em termos de locais modernos               |
| -------------------------- | -------------------------- | -------------------------- | -------------------------- | -------------------------- | -------------------------- | -------------------------------------------------------------- |
| Yongzhou                   | 雍州                       | 雍州                       | Yōngzhōu                   | ?                          | ?                          | Guanzhong, Gansu, e a bacia do Alto Amarelo                    |
| Jizhou                     | 冀州                       | 冀州                       | Jìzhōu                     | ?                          | ?                          | Shanxi e Hebei do Norte, incluindo Pequim e Tianjin modernos   |
| Yanzhou                    | 兗州                       | 兖州                       | Yǎnzhōu                    | ?                          | ?                          | Área do rio Baixo Amarelo- oeste de Qingzhou e leste de Jizhou |
| Qingzhou                   | 青州                       | 青州                       | Qīngzhōu                   | ?                          | ?                          | Península de Shandong                                          |
| Yuzhou                     | 豫州                       | 豫州                       | Yùzhōu                     | ?                          | ?                          | Henan                                                          |
| Xuzhou                     | 徐州                       | 徐州                       | Xúzhōu                     | ?                          | ?                          | Área moderna de Xuzhou - Shandong do sul e Jiangsu do norte    |
| Liangzhou                  | 梁州                       | 梁州                       | Liángzhōu                  | ?                          | ?                          | Alto Yangtsé- Bacia de Sichuan + sul do Qinling                |
| Jingzhou                   | 荆州                       | 荆州                       | Jīngzhōu                   | ?                          | ?                          | Central Yangtsé                                                |
| Yangzhou                   | 揚州                       | 扬州                       | Yángzhōu                   | ?                          | ?                          | Baixo Yangtsé, Costa SE inteira, Hainan e Vietnã do Norte      |

## Províncias sob a Dinastia Tang

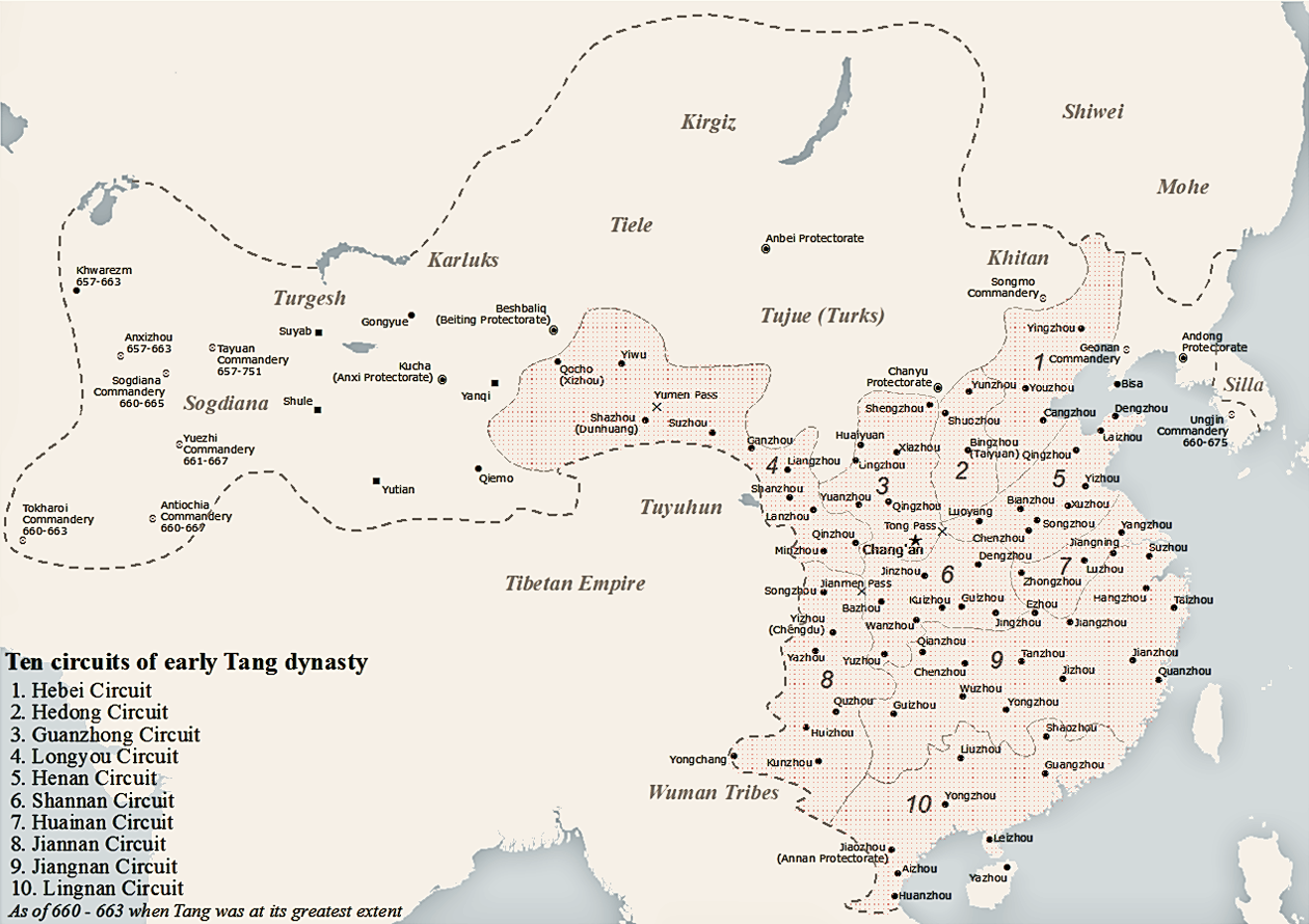
Circuitos Tang, ca. 660

Circuitos Tang, ca.

Imperador Taizong (r. 626−649) configurou 10 "circuitos" (道, dào) em 627 como áreas de inspeção para comissários imperiais monitorando a operação de prefeituras, em vez de um novo nível primário de administração. Em 639, havia 10 circuitos, 43 comanderias (都督府, dūdū fǔ), e 358 prefeituras (州 e depois 府, fǔ). Em 733, Imperador Xuanzong expandiu o número de circuitos para 15, estabelecendo circuitos separados para as áreas em torno de Chang'an e Luoyang, e dividindo os grandes circuitos Shannan e Jiangnan em 2 e 3 novos circuitos, respectivamente. Ele também estabeleceu um sistema de comissários de inspeção permanente, embora sem poderes executivos.
A Dinastia Tang também criou distritos militares (藩鎮/藩镇, fānzhèn) controlada por comissários militares (節度使/节度使, jiédushǐ) encarregado de proteger áreas de fronteira suscetíveis a ataques estrangeiros (semelhante ao oeste marchas e senhor Marchers). Este sistema foi eventualmente generalizado para outras partes do país e essencialmente se fundiu nos circuitos. Assim como no Ocidente, a maior autonomia e força dos comissários permitiu insubordinação e rebelião, o que na China levou ao Período das Cinco Dinastias e dos Dez Reinos.
- Circuitos e Distritos Militares
- Comanderias e Prefeituras
- Condados

| Circuitos da Dinastia Tang | Circuitos da Dinastia Tang | Circuitos da Dinastia Tang | Circuitos da Dinastia Tang | Circuitos da Dinastia Tang | Circuitos da Dinastia Tang | Circuitos da Dinastia Tang | Circuitos da Dinastia Tang                       |
| Nome                       | Nome                       | Chinês traditional         | Chinês simplificado        | Pinyin                     | Capital                    | Capital                    | Extensão aproximada em termos de locais modernos |
| Nome                       | Nome                       | Chinês traditional         | Chinês simplificado        | Pinyin                     | Nome antigo                | Localização moderna        | Extensão aproximada em termos de locais modernos |
| -------------------------- | -------------------------- | -------------------------- | -------------------------- | -------------------------- | -------------------------- | -------------------------- | ------------------------------------------------ |
| Duji*                      | Duji*                      | 都畿                       | 都畿                       | Dūjī                       | Henan Fu                   | Luoyang                    | Luoyang e arredores                              |
| Guannei                    | Guannei                    | 關內                       | 关内                       | Guānnèi                    | Jingzhao Fu                | Xi'an                      | norte Shaanxi, central Mongólia Interna, Ningxia |
| Hebei                      | Hebei                      | 河北                       | 河北                       | Héběi                      | Weizhou                    | Wei Condado, Hebei         | Hebei                                            |
| Hedong                     | Hedong                     | 河東                       | 河东                       | Hédōng                     | Puzhou                     | Puzhou, Yongji, Shanxi     | Shanxi                                           |
| Henan                      | Henan                      | 河南                       | 河南                       | Hénán                      | Bianzhou                   | Kaifeng                    | Henan, Shandong, norte Jiangsu, norte Anhui      |
| Huainan                    | Huainan                    | 淮南                       | 淮南                       | Huáinán                    | Yangzhou                   | Yangzhou                   | central Jiangsu, central Anhui                   |
| Jiannan                    | Jiannan                    | 劍南                       | 剑南                       | Jiànnán                    | Yizhou                     | Chengdu                    | central Sichuan, central Yunnan                  |
| Jiangnan                   | Jiangnan                   | 江南                       | 江南                       | Jiāngnán                   |                            |                            | Jiangnanxi + Jiangnandong (ver mapa)             |
|                            | Qianzhong**                | 黔中                       | 黔中                       | Qiánzhōng                  | Qianzhou                   | Pengshui                   | Guizhou, oeste Hunan                             |
|                            | Jiangnanxi**               | 江南西                     | 江南西                     | Jiāngnánxī                 | Hongzhou                   | Nanchang                   | Jiangxi, Hunan, sul Anhui, sul Hubei             |
|                            | Jiangnandong**             | 江南東                     | 江南东                     | Jiāngnándōng               | Suzhou                     | Suzhou                     | sul Jiangsu, Zhejiang, Fujian, Shanghai          |
| Jingji*                    | Jingji*                    | 京畿                       | 京畿                       | Jīngjī                     | Jingzhao Fu                | Xi'an                      | Xi'an e arredores                                |
| Lingnan                    | Lingnan                    | 嶺南                       | 岭南                       | Lǐngnán                    | Guangzhou                  | Guangzhou                  | Guangdong, leste Guangxi, norte Vietnam          |
| Longyou                    | Longyou                    | 隴右                       | 陇右                       | Lǒngyou                    | Shanzhou                   | Ledu (condado), Qinghai    | Gansu                                            |
| Shannan                    | Shannan                    | 山南                       | 山南                       | Shānnán                    |                            |                            | Shannanxi + Shannandong (ver mapa)               |
|                            | Shannanxi**                | 山南西                     | 山南西                     | Shānnánxī                  | Liangzhou                  | Hanzhong                   | sul Shanxi, leste Sichuan, Chongqing             |
|                            | Shannandong**              | 山南東                     | 山南东                     | Shānnándōng                | Xiangzhou                  | Xiangfan                   | sul Henan, Hubei                                 |

* Circuitos estabelecidos sob Xuanzong, em oposição aos dez circuitos originais de Taizong.
** Circuitos estabelecidos sob Xuanzong dividindo os circuitos de Taizong em Jiangnan e Shannan.
Outros circuitos Tang-era incluem o Oeste Lingnan, Wu'an, e Qinhua (circuito)s.

## Províncias sob as Dinastias Liao, Song e Jurchen Jin

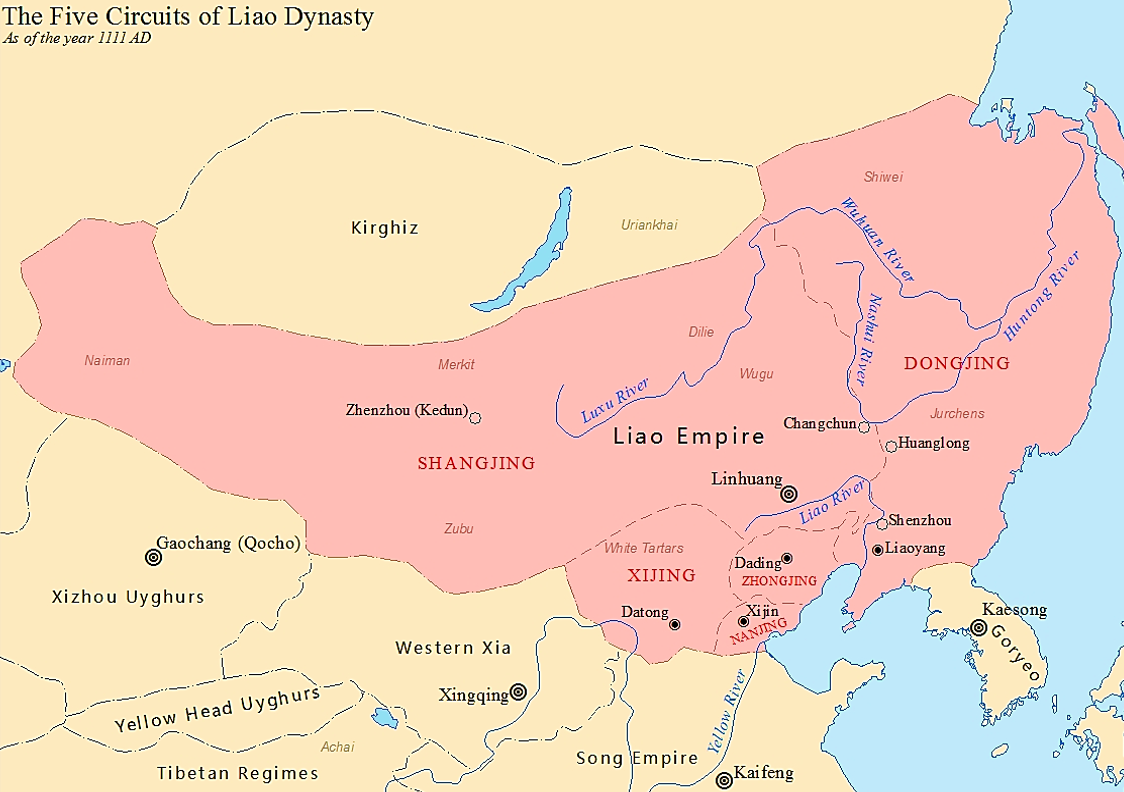
Os Cinco Circuitos de Liao em 1111 AD

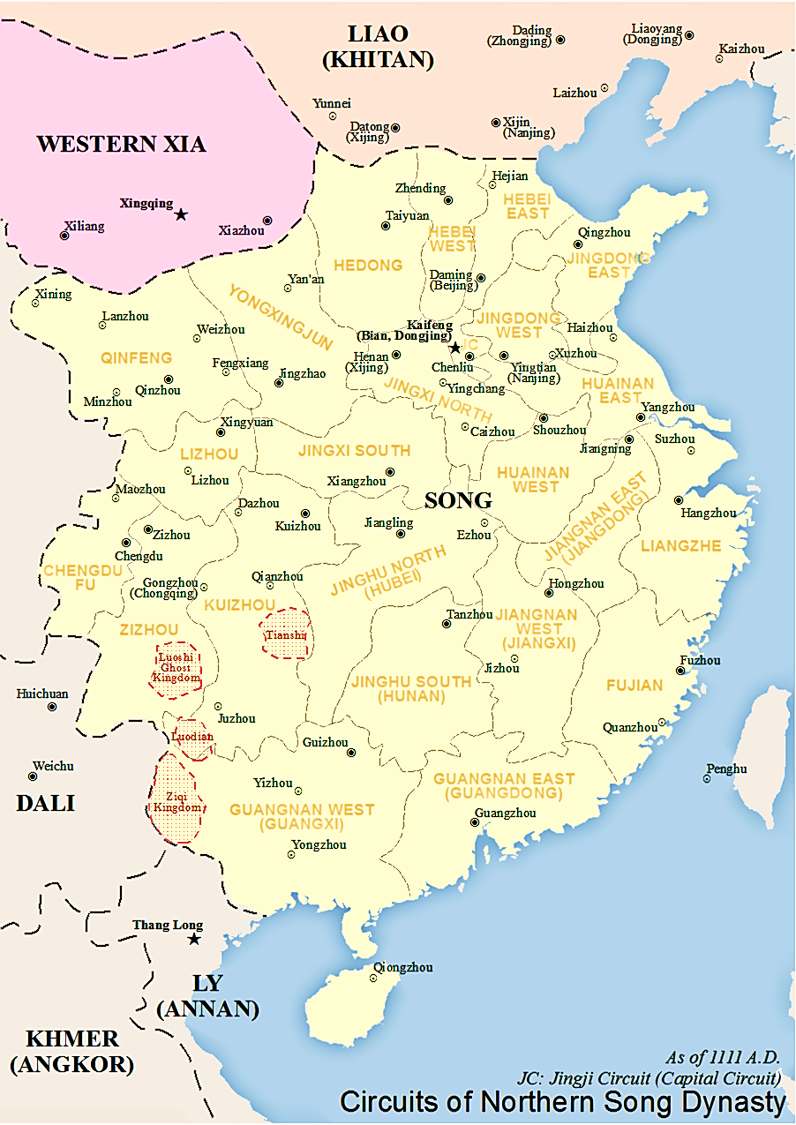
Circuito da dinastia Song do Norte (em 1111 dC)

A Dinastia Liao foi dividida em cinco "circuitos", cada um com uma capital. A idéia geral para este sistema foi tirada do Balhae, embora nenhuma cidade de Balhae capturada tenha sido transformada em capitais de circuitos. As cinco capitais eram Shangjing (上京), que significa Capital Suprema, que está localizado na moderna Mongólia Interior; Nanjing (南京), Significa Capital do Sul, que está localizada perto da moderna Pequim; Dongjing (东京), significa Capital Oriental, que está localizada perto da Liaoning moderna; Zhongjing (中京), que significa Capital Central, que está localizada na província moderna Hebei perto do rio Laoha; e Xijing (西京), que significa capital ocidental, que está localizada perto da moderna Datong. Cada circuito foi liderado por um poderoso vice-rei que tinha autonomia para adaptar políticas para atender as necessidades da população dentro de seu circuito. Os circuitos foram subdivididos em administrações chamadas fu (府),que eram as áreas metropolitanas que cercavam as capitais e fora das áreas metropolitanas foram divididas em prefeituras chamadas zhou (州), que se foram divididos em condados chamados Xian (县).
| Circuitos da Dinastia Liao | Circuitos da Dinastia Liao | Circuitos da Dinastia Liao | Circuitos da Dinastia Liao | Circuitos da Dinastia Liao                                |
| Nome                       | Nome Chinês                | Capital                    | Nome moderno da capital    | Aproximadamente em termos de locais modernos              |
| -------------------------- | -------------------------- | -------------------------- | -------------------------- | --------------------------------------------------------- |
| Shangjing                  | 上京道                     | Linhuang Fu                | Bairin Left Banner         | leste Mongólia Interior, Mongólia Exterior                |
| Dongjing                   | 东京道                     | Liaoyang Fu                | Liaoyang                   | Heilongjiang, Jilin, Liaoning e partes da Rússia          |
| Xijing                     | 西京道                     | Datong Fu                  | Datong                     | Central Mongólia Interior, Norte Shanxi e Noroesten Hebei |
| Nanjing                    | 南京道                     | Xijin Fu                   | Pequim                     | Pequim, Tianjin e Norte Hebei                             |
| Zhongjing                  | 中京道                     | Dading Fu                  | Ningcheng                  | Nordeste Hebei, Oeste Liaoning                            |

A Dinastia Song aboliu os comissários e renomeou seus circuitos 路 (lù, que no entanto ainda é traduzido para inglês como "circuits"). Eles também adicionaram uma série de prefeituras do "exército" (軍/军, jūn).
- Circuitos (路, lù)
- Prefeituras (maior: 府, fǔ; menor: 州, zhōu; militares: 軍/军, jūn)
- Condados

| Circuitos da dinastia Song do Norte | Circuitos da dinastia Song do Norte | Circuitos da dinastia Song do Norte | Circuitos da dinastia Song do Norte | Circuitos da dinastia Song do Norte | Circuitos da dinastia Song do Norte | Circuitos da dinastia Song do Norte          |
| Nome                                | Chinês tradicional                  | Chinês simplificado                 | Pinyin                              | Capital                             | Capital                             | Aproximadamente em termos de locais modernos |
| Nome                                | Chinês tradicional                  | Chinês simplificado                 | Pinyin                              | Nome antigo                         | Localização moderna                 | Aproximadamente em termos de locais modernos |
| ----------------------------------- | ----------------------------------- | ----------------------------------- | ----------------------------------- | ----------------------------------- | ----------------------------------- | -------------------------------------------- |
| Chengdufu                           | 成都府                              | 成都府                              | Chéngdūfǔ                           | Chengdu                             | Chengdu                             | central Sichuan                              |
| Fujian                              | 福建                                | 福建                                | Fújiàn                              | Fuzhou                              | Fuzhou                              | Fujian                                       |
| Guangnan East                       | 廣南東                              | 广南东                              | Guǎngnándōng                        | Guangzhou                           | Guangzhou                           | leste Guangdong                              |
| Guangnan Oeste                      | 廣南西                              | 广南西                              | Guǎngnánxī                          | Guizhou                             | Guilin                              | oeste Guangdong, Guangxi, Hainan             |
| Hebei Leste                         | 河北東                              | 河北东                              | Héběidōng                           | Beijing                             | Daming (condado), Hebei             | leste Hebei                                  |
| Hebei Oeste                         | 河北西                              | 河北西                              | Héběixī                             | Zhending                            | Zhengding (condado), Hebei          | oeste Hebei                                  |
| Hedong                              | 河東                                | 河东                                | Hédōng                              | Taiyuan                             | Taiyuan                             | Shanxi                                       |
| Huainan Leste                       | 淮南東                              | 淮南东                              | Huáinándōng                         | Yangzhou                            | Yangzhou                            | central Jiangsu                              |
| Huainan Oeste                       | 淮南西                              | 淮南西                              | Huáinánxī                           | Shouzhou                            | Fengtai (condado), Anhui            | central Anhui                                |
| Jiangnan leste                      | 江南東                              | 江南东                              | Jiāngnándōng                        | Jiangning Fu                        | Nanjing                             | sul Anhui                                    |
| Jiangnan oeste                      | 江南西                              | 江南西                              | Jiāngnánxī                          | Hongzhou                            | Nanchang                            | Jiangxi                                      |
| Jingdong leste                      | 京東東                              | 江东东                              | Jīngdōngdōng                        | Qingzhou                            | Qingzhou, Shandong                  | leste Shandong                               |
| Jingdong oeste                      | 京東西                              | 江东西                              | Jīngdōngxī                          | Nanjing                             | sul de Shangqiu, Henan              | oeste Shandong                               |
| Jinghu Norte                        | 荊湖北                              | 荆湖北                              | Jīnghúběi                           | Jiangling                           | Jiangling                           | Hubei, oeste Hunan                           |
| Jinghu Sul                          | 荊湖南                              | 荊湖南                              | Jīnghúnán                           | Tanzhou                             | Changsha                            | Hunan                                        |
| Jingji                              | 京畿                                | 京畿                                | Jīngjī                              | Chenliu                             | Chenliu, Kaifeng, Henan             | Kaifeng e arredores                          |
| Jingxi North                        | 京西北                              | 京西北                              | Jīngxīběi                           | Xijing                              | Luoyang                             | central Henan                                |
| Jingxi South                        | 京西南                              | 京西南                              | Jīngxīnán                           | Xiangzhou                           | Xiangfan                            | sul Henan, norte Hubei                       |
| Kuizhou                             | 夔州                                | 夔州                                | Kuízhōu                             | Kuizhou                             | Fengjie (condado), Chongqing        | Chongqing, leste Sichuan, Guizhou            |
| Liangzhe                            | 兩浙                                | 两浙                                | Liǎngzhè                            | Hangzhou                            | Hangzhou                            | Zhejiang, sul Jiangsu, Shanghai              |
| Lizhou                              | 利州                                | 利州                                | Lìzhōu                              | Xingyuan                            | Hanzhong                            | norte Sichuan, sul Shaanxi                   |
| Qinfeng                             | 秦鳳                                | 秦凤                                | Qínfèng                             | Qinzhou                             | Tianshui                            | sul Gansu                                    |
| Yongxingjun                         | 永興軍                              | 永兴军                              | Yǒngxīngjūn                         | Jingzhao                            | Xi'an                               | Shaanxi                                      |
| Zizhou                              | 梓州                                | 梓州                                | Zǐzhōu                              | Zizhou                              | Santai County, Sichuan              | central sul Sichuan                          |

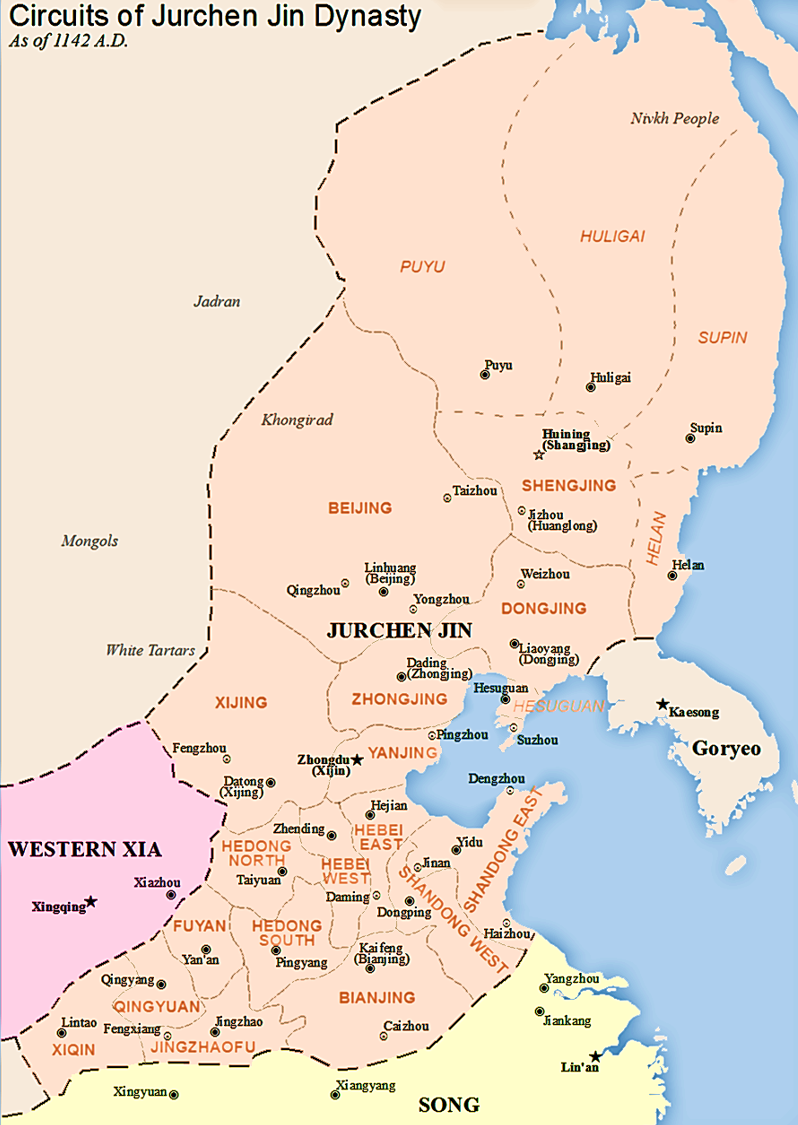
Circuitos da dinastia Jurchen Jin, em 1142 A.D.

O Jurchens invadiu a China histórica nas Guerras de Jin-Song do Século XII. Em 1142, a paz foi formalizada entre a Dinastia Jurchen Jin e a Dinastia Song do Sul, que foi forçada a ceder todo Norte da China para os Jurchens.
No início do século XIII, os Jurchens moviam sua capital para Zhongdu (moderno Pequim) e adotaram estruturas administrativas chinesas. A dinastia Song também manteve a mesma estrutura sobre a metade sul da China que eles continuaram a governar.
| Circuitos da China sob a dinastia Jurchen Jin e a dinastia Song do Sul | Circuitos da China sob a dinastia Jurchen Jin e a dinastia Song do Sul | Circuitos da China sob a dinastia Jurchen Jin e a dinastia Song do Sul | Circuitos da China sob a dinastia Jurchen Jin e a dinastia Song do Sul | Circuitos da China sob a dinastia Jurchen Jin e a dinastia Song do Sul | Circuitos da China sob a dinastia Jurchen Jin e a dinastia Song do Sul | Circuitos da China sob a dinastia Jurchen Jin e a dinastia Song do Sul |
| Nome                                                                   | Chinês tradicional                                                     | Chinês simplificado                                                    | Pinyin                                                                 | Capital                                                                | Capital                                                                | Aproximadamente em termos de locais modernos                           |
| Nome                                                                   | Chinês tradicional                                                     | Chinês simplificado                                                    | Pinyin                                                                 | Nome antigo                                                            | Localização moderna                                                    | Aproximadamente em termos de locais modernos                           |
| ---------------------------------------------------------------------- | ---------------------------------------------------------------------- | ---------------------------------------------------------------------- | ---------------------------------------------------------------------- | ---------------------------------------------------------------------- | ---------------------------------------------------------------------- | ---------------------------------------------------------------------- |
| Jin dynasty                                                            |                                                                        |                                                                        |                                                                        |                                                                        |                                                                        |                                                                        |
| Beijing                                                                | 北京                                                                   | 北京                                                                   | Běijīng                                                                | Pequim                                                                 | Ningcheng (condado), Mongólia Interior                                 | leste Manchuria                                                        |
| Damingfu                                                               | 大名府                                                                 | 大名府                                                                 | Dàmíngfǔ                                                               | Daming Fu                                                              | Daming County, Hebei                                                   | fronteira de Henan, Hebei, Shandong                                    |
| Dongjing                                                               | 東京                                                                   | 东京                                                                   | Dōngjīng                                                               | Dongjing                                                               | Liaoyang                                                               | Liaoning                                                               |
| Fengxiang                                                              | 鳳翔                                                                   | 凤翔                                                                   | Fèngxiáng                                                              | Fengxiang Fu                                                           | Fengxiang (condado), Shaanxi                                           | oeste Shaanxi, leste Gansu                                             |
| Fuyan                                                                  | 鄜延                                                                   | 鄜延                                                                   | Fūyán                                                                  | Yan'an                                                                 | Yan'an                                                                 | norte Shaanxi                                                          |
| Hebei Leste                                                            | 河北東                                                                 | 河北东                                                                 | Héběidōng                                                              | Hejian                                                                 | Hejian, Hebei                                                          | leste Hebei                                                            |
| Hebei Oeste                                                            | 河北西                                                                 | 河北西                                                                 | Héběixī                                                                | Zhending                                                               | Zhengding County, Hebei                                                | oeste Hebei                                                            |
| Hedong Norte                                                           | 河東北                                                                 | 河东北                                                                 | Hédōngběi                                                              | Taiyuan                                                                | Taiyuan                                                                | nore Shanxi                                                            |
| Hedong Sul                                                             | 河東南                                                                 | 河东南                                                                 | Hédōngnán                                                              | Pingyang                                                               | Linfen                                                                 | sul Shanxi                                                             |
| Jingzhaofu                                                             | 京兆府                                                                 | 京兆府                                                                 | Jīngzhàofǔ                                                             | Jingzhao Fu                                                            | Xi'an                                                                  | central Shaanxi                                                        |
| Lintao                                                                 | 臨洮                                                                   | 临洮                                                                   | Líntáo                                                                 | Lintao                                                                 | Lintao County, Gansu                                                   | sul Gansu                                                              |
| Nanjing                                                                | 南京                                                                   | 南京                                                                   | Nánjīng                                                                | Nanjing                                                                | Kaifeng                                                                | Henan, norte Anhui                                                     |
| Qingyuan                                                               | 慶原                                                                   | 庆原                                                                   | Qìngyuán                                                               | Qingyang                                                               | Qingyang                                                               | leste Gansu                                                            |
| Shandong East                                                          | 山東東                                                                 | 山东东                                                                 | Shāndōngdōng                                                           | Yidu Fu                                                                | Qingzhou, Shandong                                                     | leste Shandong                                                         |
| Shandong West                                                          | 山東西                                                                 | 山东西                                                                 | Shāndōngxī                                                             | Dongping Fu                                                            | Dongping County, Shandong                                              | oeste Shandong                                                         |
| Shangjing                                                              | 上京                                                                   | 上京                                                                   | Shàngjīng                                                              | Shangjing                                                              | Acheng, Heilongjiang                                                   | norte Manchúria                                                        |
| Xianping                                                               | 咸平                                                                   | 咸平                                                                   | Xiánpíng                                                               | Xianping Fu                                                            | Kaiyuan (Liaoning)                                                     | norte Liaoning                                                         |
| Xijing                                                                 | 西京                                                                   | 西京                                                                   | Xījīng                                                                 | Xijing                                                                 | Datong                                                                 | norte Shanxi, central Mongólia Interior                                |
| Zhongdu                                                                | 中都                                                                   | 中都                                                                   | Zhōngdū                                                                | Zhongdu                                                                | Beijing                                                                | northern Hebei, Pequim, Tianjin                                        |
| Dinastia Song do Sul                                                   |                                                                        |                                                                        |                                                                        |                                                                        |                                                                        |                                                                        |
| Chengdufu                                                              | 成都府                                                                 | 成都府                                                                 | Chéngdūfǔ                                                              | Chengdu                                                                | Chengdu                                                                | central Sichuan                                                        |
| Fujian                                                                 | 福建                                                                   | 福建                                                                   | Fújiàn                                                                 | Fuzhou                                                                 | Fuzhou                                                                 | Fujian                                                                 |
| Guangnan LesteEast                                                     | 廣南東                                                                 | 广南东                                                                 | Guǎngnándōng                                                           | Guangzhou                                                              | Guangzhou                                                              | leste Guangdong                                                        |
| Guangnan Oeste                                                         | 廣南西                                                                 | 广南西                                                                 | Guǎngnánxī                                                             | Jingjiang Fu                                                           | Guilin                                                                 | oeste Guangdong, Guangxi, Hainan                                       |
| Huainan leste                                                          | 淮南東                                                                 | 淮南东                                                                 | Huáinándōng                                                            | Yangzhou                                                               | Yangzhou                                                               | central Jiangsu                                                        |
| Huainan Oeste                                                          | 淮南西                                                                 | 淮南西                                                                 | Huáinánxī                                                              | Luzhou                                                                 | Hefei                                                                  | central Anhui                                                          |
| Jiangnan East                                                          | 江南東                                                                 | 江南东                                                                 | Jiāngnándōng                                                           | Jiangning Fu                                                           | Nanjing                                                                | sul Anhui                                                              |
| Jiangnan West                                                          | 江南西                                                                 | 江南                                                                   | Jiāngnánxī                                                             | Longxing Fu                                                            | Nanchang                                                               | Jiangxi                                                                |
| Jinghu Norte                                                           | 荊湖北                                                                 | 荊湖北                                                                 | Jīnghúběi                                                              | Jiangling                                                              | Jiangling                                                              | Hubei, Oeste Hunan                                                     |
| Jinghu Sul                                                             | 荊湖南                                                                 | 荊湖南                                                                 | Jīnghúnán                                                              | Tanzhou                                                                | Changsha                                                               | Hunan                                                                  |
| Jingxi Sul                                                             | 京西南                                                                 | 京西南                                                                 | Jīngxīnán                                                              | Xiangyang Fu                                                           | Xiangfan                                                               | sul Henan, norte Hubei                                                 |
| Kuizhou                                                                | 夔州                                                                   | 夔州                                                                   | Kuízhōu                                                                | Kuizhou                                                                | Fengjie County, Chongqing                                              | Chongqing, leste Sichuan, Guizhou                                      |
| Liangzhe Oriental                                                      | 兩浙東                                                                 | 兩浙东                                                                 | Liǎngzhèdōng                                                           | Shaoxing                                                               | Shaoxing                                                               | central e sul Zhejiang                                                 |
| Liangzhe Ocidental                                                     | 兩浙西                                                                 | 兩浙西                                                                 | Liǎngzhèxī                                                             | Hangzhou                                                               | Hangzhou                                                               | norte Zhejiang, sil Jiangsu, Shanghai                                  |
| Lizhou Oriental                                                        | 利州東                                                                 | 利州东                                                                 | Lìzhōudōng                                                             | Xingyuan                                                               | Hanzhong                                                               | norte Sichuan, sul Shaanxi                                             |
| Lizhou Ocidental                                                       | 利州西                                                                 | 利州西                                                                 | Lìzhōuxī                                                               | Mianzhou                                                               | Lueyang, Shaanxi                                                       | norte Sichuan, sul Gansu                                               |
| Tongchuanfu                                                            | 潼川府                                                                 | 潼川府                                                                 | Tóngchuānfǔ                                                            | Luzhou                                                                 | Luzhou                                                                 | sul do centro Sichuan                                                  |

## Províncias sob a Dinastia Yuan

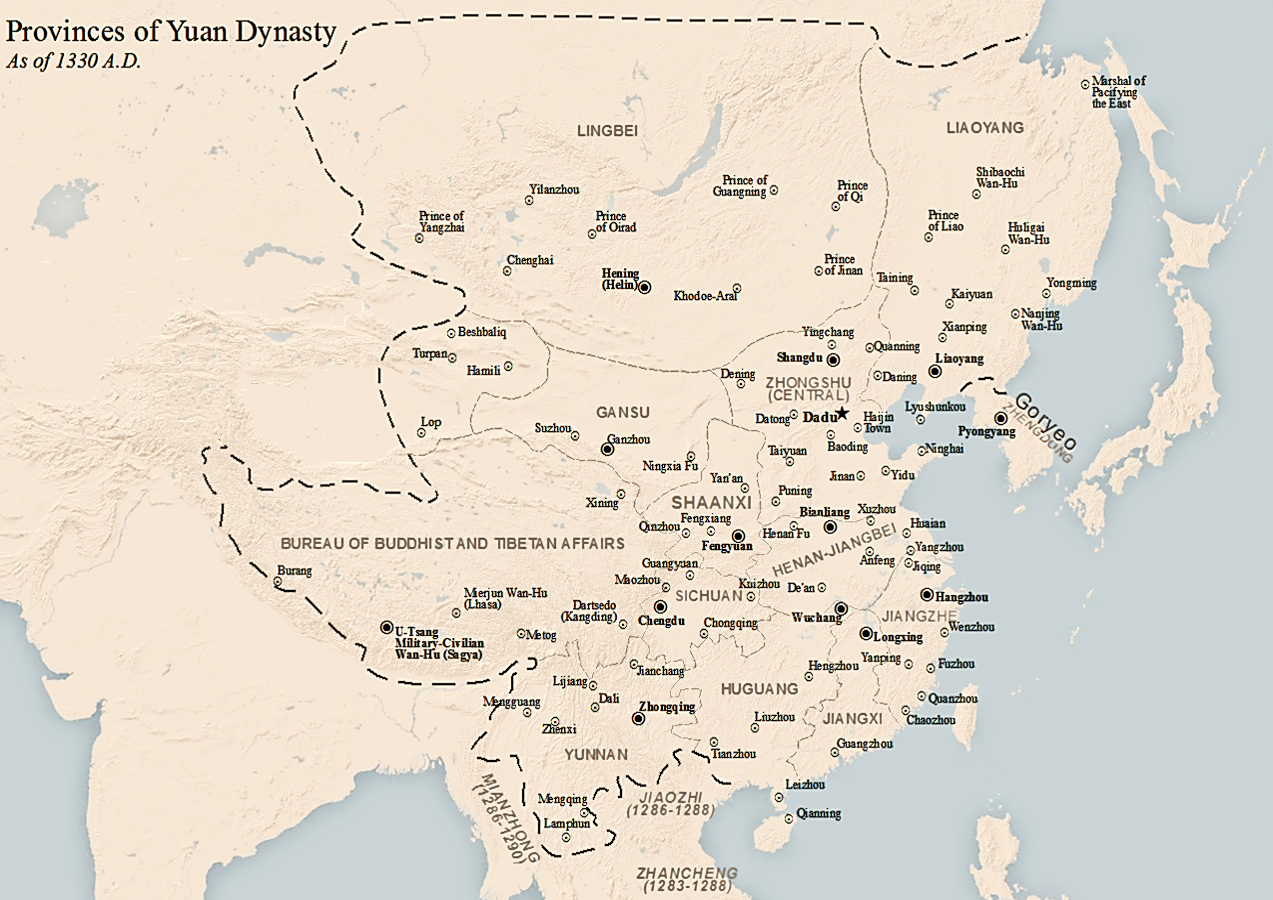
300pxProvíncias de Yuan em 1330 dC.

Os Mongóis, que conseguiram subjugar toda a China sob a Dinastia Yuan em 1279, introduziu os precursores das províncias modernas como um novo nível administrativo primário:
- Províncias (行中書省/行中书省, xíngzhōngshūshěng)
- Circuitos (道, dào)
- Prefeituras (larger: 府, fǔ; smaller: 州, zhōu)
- Condados

| Províncias da Dinastia Mongol Yuan | Províncias da Dinastia Mongol Yuan | Províncias da Dinastia Mongol Yuan | Províncias da Dinastia Mongol Yuan | Províncias da Dinastia Mongol Yuan | Províncias da Dinastia Mongol Yuan | Províncias da Dinastia Mongol Yuan                 |
| Nome                               | Chinês tradicional                 | Chinês simplificado                | Pinyin                             | Capital                            | Capital                            | Extensão aproximada em termos de locais modernos   |
| Nome                               | Chinês tradicional                 | Chinês simplificado                | Pinyin                             | Nome antigo                        | Localização moderna                | Extensão aproximada em termos de locais modernos   |
| ---------------------------------- | ---------------------------------- | ---------------------------------- | ---------------------------------- | ---------------------------------- | ---------------------------------- | -------------------------------------------------- |
| Gansu                              | 甘肅                               | 甘肃                               | Gānsù                              | Ganzhou                            | Zhangye                            | Gansu, Ningxia                                     |
| Huguang                            | 湖廣                               | 湖广                               | Huguǎng                            | Wuchang                            | Wuchang                            | Hunan, western Guangdong, Guangxi, Guizhou, Hainan |
| Henanjiangbei                      | 河南江北                           | 河南江北                           | Hénánjiāngběi                      | Bianliang                          | Kaifeng                            | Henan, Hubei norte, Jiangsu norte, Anhui norte     |
| Jiangxi                            | 江西                               | 江西                               | Jiāngxī                            | Longxing                           | Nanchang                           | Jiangxi, leste de Guangdong                        |
| Jiangzhe                           | 江浙                               | 江浙                               | Jiāngzhè                           | Hangzhou                           | Hangzhou                           | Zhejiang, sul de Jiangsu, sul de Anhui, Fujian     |
| Liaoyang                           | 遼陽                               | 辽阳                               | Liáoyáng                           | Liaoyang                           | Liaoyang                           | Manchuria, nordeste de Coreia                      |
| Lingbei                            | 嶺北                               | 岭北                               | Lǐngběi                            | Helin                              | Kharkhorin (Karakorum)             | Mongolia, norte da Mongólia Interior               |
| Shaanxi                            | 陝西                               | 陕西                               | Shǎnxi                             | Fengyuan                           | Xi'an                              | Shaanxi                                            |
| Sichuan                            | 四川                               | 四川                               | Sìchuān                            | Chengdu                            | Chengdu                            | oriental e central Sichuan                         |
| Yunnan                             | 雲南                               | 云南                               | Yúnnán                             | Zhongqing                          | Kunming                            | Yunnan, Birmânia superior                          |
| Zhengdong                          | 征東                               | 征东                               | Zhēngdōng                          | Kaesong                            | Kaesong                            | A maioria da Coreia                                |

A área ao redor da capital, correspondente à moderna Hebei, Shandong, Shanxi, central Mongólia Interior, Pequim, e Tianjin, foram chamadas de Região Central (腹裏/腹里) e não foi colocada em nenhuma província, mas foi controlada diretamente pelo Secretaria central (Zhongshu Sheng). O planalto tibetano era controlado pelo  Bureau de Assuntos Budistas e Tibetanos (Xuanzheng Yuan).

## Províncias sob a Dinastia Ming

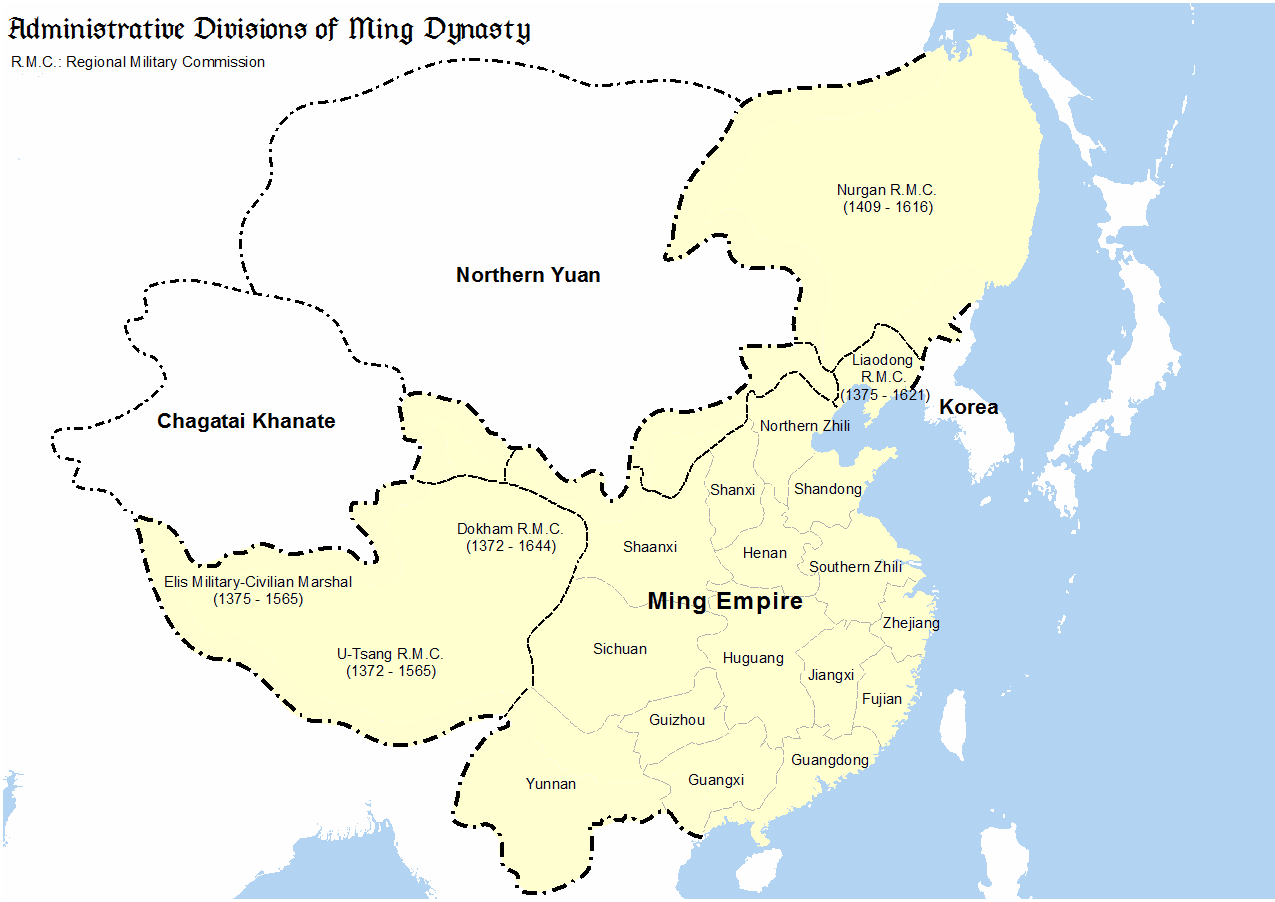
Divisões administrativas da dinastia Ming em 1409

A Dinastia Ming continuou com este sistema e tinha províncias que eram quase exatamente as mesmas que as modernas China histórica. As diferenças eram Huguang ainda não tinha sido dividida em Hubei e Hunan; Gansu e Ningxia que ainda eram parte de Shaanxi; Anhui e Jiangsu estavam juntos como Zhili do Sul; Porções do que são hoje as províncias de Hebei, Pequim e Tianjin eram parte da província do Norte Zhili; e Hainan, Shanghai, e Chongqing ainda eram partes de suas províncias originais neste momento. Isso faz um total de 15 províncias. Jiaozhi (província), anteriormente conhecido como Jiaozhi, Jiaozhou, Lingnan e Rinan, também foi restabelecido em 1407, quando a área que abrange o Vietnã do Norte e do Centro foi reconquistada pela quarta vez. No entanto, a província eventualmente emergiu como seu próprio estado em 1428 sob a Dinastia Lê posterior de Đại Việt.
| Províncias da Dinastia Ming | Províncias da Dinastia Ming | Províncias da Dinastia Ming | Províncias da Dinastia Ming | Províncias da Dinastia Ming | Províncias da Dinastia Ming | Províncias da Dinastia Ming | Províncias da Dinastia Ming |
| Nome                        | Chinês tradicional          | Chinês simplificado         | Pinyin                      | Capital                     | Chinês tradicional          | Chinês simplificado         | Divisões modernas           |
| --------------------------- | --------------------------- | --------------------------- | --------------------------- | --------------------------- | --------------------------- | --------------------------- | --------------------------- |
| North Zhili                 | 北直隸                      | 北直隶                      | Běizhílì                    | Shuntian (Beijing)          | 順天府(北京)                | 顺天府（北京）              | Beijing, Hebei, Tianjin     |
| South Zhili                 | 南直隸                      | 南直隶                      | Nánzhílì                    | Yingtian (Nanjing)          | 應天府(南京)                | 应天府（南京）              | Anhui, Jiangsu, Shanghai    |
| Fujian                      | 福建                        | 福建                        | Fújiàn                      | Fuzhou (Fuzhou)             | 福州府                      | 福州府                      |                             |
| Guangdong                   | 廣東                        | 广东                        | Guǎngdōng                   | Guangzhou (Guangzhou)       | 廣州府                      | 广州府                      | Guangdong, Hainan           |
| Guangxi                     | 廣西                        | 广西                        | Guǎngxī                     | Guilin (Guilin)             | 桂林府                      | 桂林府                      |                             |
| Guizhou                     | 貴州                        | 贵州                        | Guìzhōu                     | Guiyang (Guiyang)           | 貴陽府                      | 贵阳府                      |                             |
| Henan                       | 河南                        | 河南                        | Hénán                       | Kaifeng (Kaifeng)           | 開封府                      | 开封府                      |                             |
| Huguang                     | 湖廣                        | 湖广                        | Húguǎng                     | Wuchang (Wuhan)             | 武昌府(武漢)                | 武昌府（武汉）              | Hubei, Hunan                |
| Jiangxi                     | 江西                        | 江西                        | Jiāngxī                     | Nanchang (Nanchang)         | 南昌府                      | 南昌府                      |                             |
| Shaanxi                     | 陝西                        | 陝西                        | Shǎnxī                      | Xi'an (Xi'an)               | 西安府                      | 西安府                      | Gansu, Ningxia, Shaanxi     |
| Shandong                    | 山東                        | 山东                        | Shāndōng                    | Jinan (Jinan)               | 濟南府                      | 济南府                      |                             |
| Shanxi                      | 山西                        | 山西                        | Shānxī                      | Taiyuan (Taiyuan)           | 太原府                      | 太原府                      |                             |
| Sichuan                     | 四川                        | 四川                        | Sìchuān                     | Chengdu (Chengdu)           | 成都府                      | 成都府                      | Chongqing, Sichuan          |
| Yunnan                      | 雲南                        | 云南                        | Yúnnán                      | Yunnan (Kunming)            | 雲南府(昆明)                | 云南府（昆明）              |                             |
| Zhejiang                    | 浙江                        | 浙江                        | Zhèjiāng                    | Hangzhou (Hangzhou)         | 杭州府                      | 杭州府                      |                             |

## Províncias e Regiões feudais sob a dinastia Qing

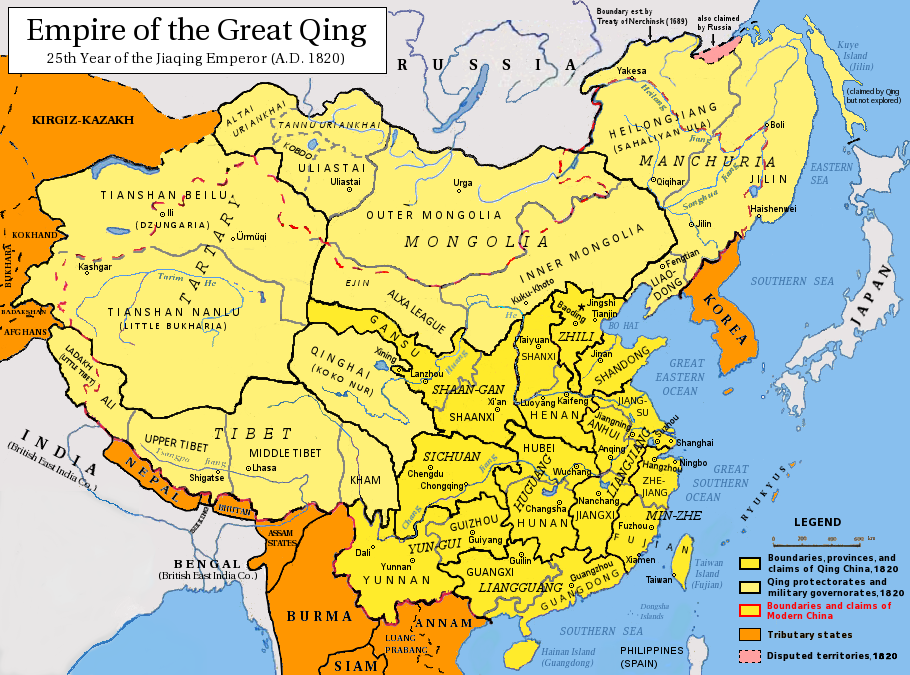
China e suas províncias, perto de sua maior extensão. (1820)

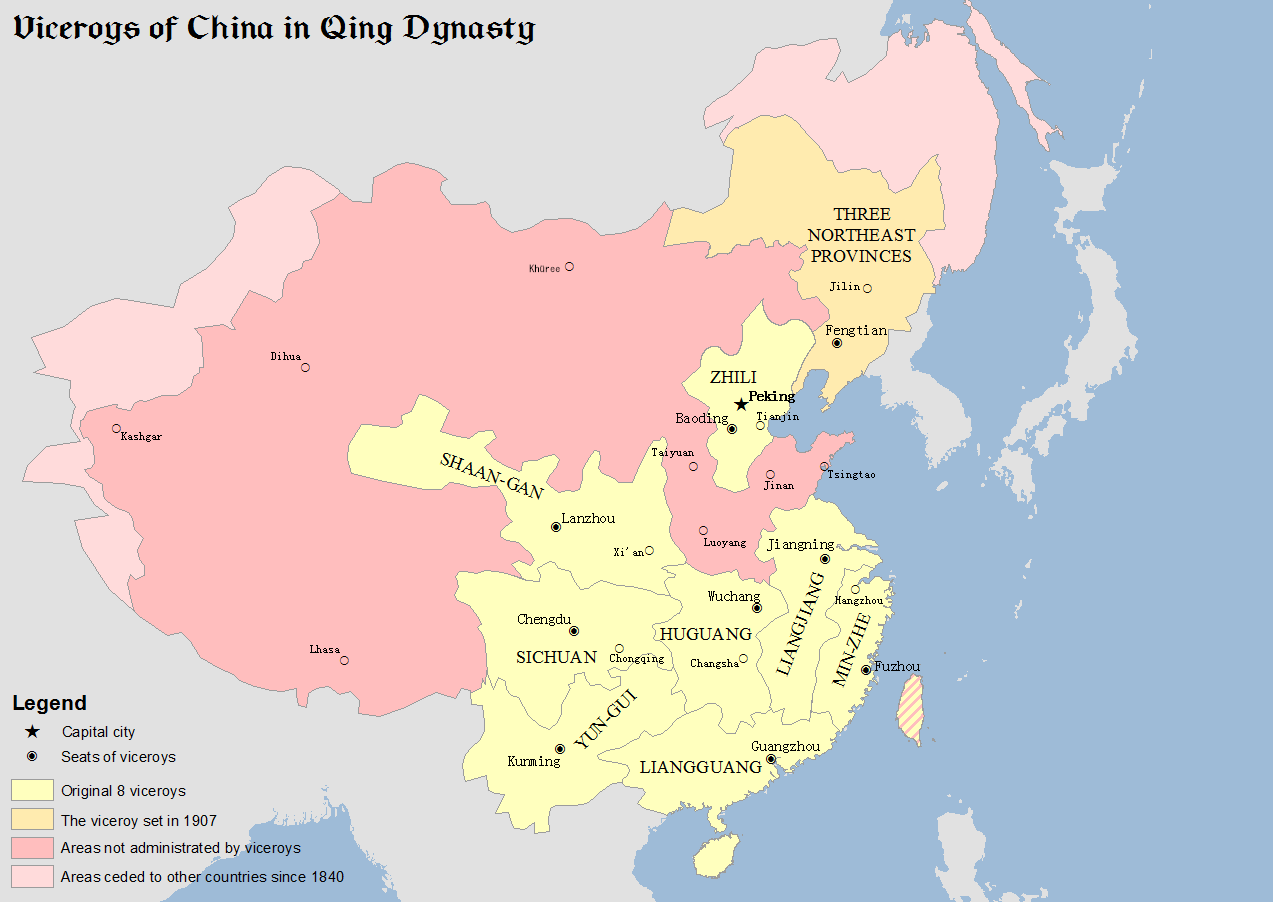
Vice-reis da dinastia Qing

Em 1644, Pequim caiu no Manchu, que estabeleceu a dinastia Qing, a última dinastia da China. O governo de Qing aplicou o seguinte sistema em China:
- Províncias (省, shěng)
- Circuitos (道, dào)
- Prefeituras (府, fǔ), Departamento Independente (直隸州/直隶州, zhílìzhōu), e Sub-prefeitura Independente (直隸廳/厅, zhílìtīng)
- Condados (縣/县, xiàn), Departamentos (散州, sànzhōu), Sub-prefeituras (散廳/散厅, sàntīng)

O Qing dividiu Shaanxi em Shaanxi e Gansu, Huguang em Hubei e Hunan, e Zhili do Sul em Jiangsu e Anhui. Hebei agora era chamado Zhili em vez de Zhil do Nortei. Essas províncias são agora quase idênticas às modernas. Coletivamente, são chamadas de "Deze Províncias", um conceito que sofreu durante vários séculos como sinônimo da China histórica.
Este sistema se aplicava apenas a China apropriada, com o resto do império sob sistemas diferentes. Manchuria, Xinjiang, e Mongólia Exterior foram governados por generais militares designados pelo Lifan Yuan, enquanto Inner Mongolia foi organizado em ligas. O tribunal de Qing colocou Amdo sob seu controle direto e organizou-o como Qinghaie também enviou Comandantes imperiais para o Tibete (Ü-Tsang e Kham Ocidental, aproximadamente a área da actual Região Autônoma do Tibete para supervisionar seus assuntos.
No final do século XIX, Xinjiang e Taiwan foram criados como províncias. No entanto, Taiwan foi cedido ao Japão Imperial após a Primeira Guerra Sino-Japonesa em 1895. Perto do fim da dinastia, Manchuria também foi reorganizada em mais três províncias (Fengtian, Jilin, Heilongjiang), trazendo o número total para vinte e duas. Em 1906, o primeiro sistema de romanização do Chinês Mandarim, romanização postal, foi oficialmente sancionada pela Conferência Imperial de Conferência Conjunta Postal, que mostrou na tabela a seguir.
| Províncias da Dinastia Qing (1911)                  | Províncias da Dinastia Qing (1911) | Províncias da Dinastia Qing (1911) | Províncias da Dinastia Qing (1911) | Províncias da Dinastia Qing (1911) | Províncias da Dinastia Qing (1911)   | Províncias da Dinastia Qing (1911) | Províncias da Dinastia Qing (1911) |
| Nome do Período (Nome atual)                        | Chinês tradicional                 | Chinês simplificado                | Pinyin                             | Abreviação                         | Capital                              | Chinês tradicional                 | Chinês simplificado                |
| --------------------------------------------------- | ---------------------------------- | ---------------------------------- | ---------------------------------- | ---------------------------------- | ------------------------------------ | ---------------------------------- | ---------------------------------- |
| China histórica                                     |                                    |                                    |                                    |                                    |                                      |                                    |                                    |
| Anhwei (Anhui)                                      | 安徽                               | 安徽                               | Ānhuī                              | 皖 wǎn                             | Anching (Anqing)                     | 安慶                               | 安庆                               |
| Chekiang (Zhejiang)                                 | 浙江                               | 浙江                               | Zhèjiāng                           | 浙 zhè                             | Hangchow (Hangzhou)                  | 杭州                               | 杭州                               |
| Chihli (Zhili)                                      | 直隸                               | 直隶                               | Zhílì                              | 直 zhí                             | Paoting (Baoding)                    | 保定                               | 保定                               |
| Fukien (Fujian)                                     | 福建                               | 福建                               | Fújiàn                             | 閩 mǐn                             | Foochow (Fuzhou)                     | 福州                               | 福州                               |
| Honan (Henan)                                       | 河南                               | 河南                               | Hénán                              | 豫 yù                              | Kaifeng (Kaifeng)                    | 開封                               | 开封                               |
| Hupeh (Hubei)                                       | 湖北                               | 湖北                               | Húběi                              | 鄂 è                               | Wuchang (Wuchang)                    | 武昌                               | 武昌                               |
| Hunan (Hunan)                                       | 湖南                               | 湖南                               | Húnán                              | 湘 xiāng                           | Changsha (Changsha)                  | 長沙                               | 长沙                               |
| Kansu (Gansu)                                       | 甘肅                               | 甘肃                               | Gānsù                              | 甘 gān ou 隴 lǒng                  | Lanchow (Lanzhou)                    | 蘭州                               | 兰州                               |
| Kiangsu (Jiangsu)                                   | 江蘇                               | 江苏                               | Jiāngsū                            | 蘇 sū                              | Kiangning (Nanjing) Soochow (Suzhou) | 江寧(南京) 蘇州                    | 江宁(南京) 苏州                    |
| Kiangsi (Jiangxi)                                   | 江西                               | 江西                               | Jiāngxī                            | 贛 gàn                             | Nanchang (Nanchang)                  | 南昌                               | 南昌                               |
| Kwangtung (Guangdong)                               | 廣東                               | 广东                               | Guǎngdōng                          | 粵 yuè                             | Cantão (Guangzhou)                   | 廣州                               | 广州                               |
| Kwangsi (Guangxi)                                   | 廣西                               | 广西                               | Guǎngxī                            | 桂 guì                             | Kweilin (Guilin)                     | 桂林                               | 桂林                               |
| Kweichow (Guizhou)                                  | 貴州                               | 贵州                               | Guìzhōu                            | 黔 qián ou 貴 guì                  | Kweiyang (Guiyang)                   | 貴陽                               | 贵阳                               |
| Shansi (Shanxi)                                     | 山西                               | 山西                               | Shānxī                             | 晉 jìn                             | Taiyuan (Taiyuan)                    | 太原                               | 太原                               |
| Shantung (Shandong)                                 | 山東                               | 山东                               | Shāndōng                           | 魯 lǔ                              | Tsinan (Jinan)                       | 濟南                               | 济南                               |
| Shensi (Shaanxi)                                    | 陝西                               | 陝西                               | Shǎnxī                             | 陝 shǎn ou 秦 qín                  | Sian (Xi'an)                         | 西安                               | 西安                               |
| Szechwan (Sichuan)                                  | 四川                               | 四川                               | Sìchuān                            | 川 chuān ou 蜀 shǔ                 | Chengtu (Chengdu)                    | 成都                               | 成都                               |
| Yunnan (Yunnan)                                     | 雲南                               | 云南                               | Yúnnán                             | 滇 diān ou 雲 yún                  | Yunnan (Kunming)                     | 雲南(昆明)                         | 云南(昆明)                         |
| Manchuria (1907 incorporados no sistema provincial) |                                    |                                    |                                    |                                    |                                      |                                    |                                    |
| Fengtien (Liaoning)                                 | 奉天                               | 奉天                               | Fèngtiān                           | 奉 fèng                            | Mukden (Shenyang)                    | 盛京(瀋陽)                         | 盛京(沈阳)                         |
| Heilungkiang (Heilongjiang)                         | 黑龍江                             | 黑龙江                             | Hēilóngjiāng                       | 黑 hēi                             | Tsitsihar (Qiqihar)                  | 齊齊哈爾                           | 齐齐哈尔                           |
| Kirin (Jilin)                                       | 吉林                               | 吉林                               | Jílín                              | 吉 jí                              | Kirin (Jilin)                        | 吉林                               | 吉林                               |
| Sinkiang (1884 incorporados no sistema provincial)  |                                    |                                    |                                    |                                    |                                      |                                    |                                    |
| Sinkiang (Xinjiang)                                 | 新疆                               | 新疆                               | Xīnjiāng                           | 新 xīn ou 疆 jiāng                 | Tihwa (Ürümqi)                       | 迪化(烏魯木齊)                     | 迪化(乌鲁木齐)                     |

| Protetorados da dinastia Qing | Protetorados da dinastia Qing | Protetorados da dinastia Qing | Protetorados da dinastia Qing | Protetorados da dinastia Qing | Protetorados da dinastia Qing                                          | Protetorados da dinastia Qing                                          | Protetorados da dinastia Qing                                          | Protetorados da dinastia Qing                                          |
| Nome do Período (Nome atual)  | Nome do Período (Nome atual)  | Chinês tradicional            | Chinês simplificado           | Pinyin                        | Abreviação                                                             | Capital                                                                | Chinês tradicional                                                     | Chinês simplificado                                                    |
| ----------------------------- | ----------------------------- | ----------------------------- | ----------------------------- | ----------------------------- | ---------------------------------------------------------------------- | ---------------------------------------------------------------------- | ---------------------------------------------------------------------- | ---------------------------------------------------------------------- |
| Tibet (Tibet)                 | Tibet (Tibet)                 | 西藏                          | 西藏                          | Xīzàng                        | 藏 zàng                                                                | Lhasa (Lhasa)                                                          | 喇薩(拉薩)                                                             | 喇萨(拉萨)                                                             |
| Tsinghai (Qinghai)            | Tsinghai (Qinghai)            | 青海                          | 青海                          | Qīnghǎi                       | 青 qīng                                                                | Sining (Xining)                                                        | 西寧                                                                   | 西宁                                                                   |
| Uliastai (Mongólia)           | Uliastai (Mongólia)           | 烏里雅蘇臺(蒙古)              | 乌里雅苏台(蒙古)              | Wūlǐyǎsūtái (Ménggǔ)          | —                                                                      | Uliastai (Uliastai)                                                    | 烏里雅蘇臺                                                             | 乌里雅苏台                                                             |
| Altay (Altay)                 | Altay (Altay)                 | 阿爾泰                        | 阿尔泰                        | Āĕrtài                        | —                                                                      | Templo Chenghua (Altay)                                                | 承化寺(阿勒泰)                                                         | 承化寺(阿勒泰)                                                         |
| Mongólia Interior             | Mongólia Interior             | 內蒙古                        | 内蒙古                        | Nèi Měnggǔ                    | None (As divisões abaixo são administradas diretamente por Lifan Yuan) | None (As divisões abaixo são administradas diretamente por Lifan Yuan) | None (As divisões abaixo são administradas diretamente por Lifan Yuan) | None (As divisões abaixo são administradas diretamente por Lifan Yuan) |
|                               | Jirim (Tongliao)              | 哲里木盟(通遼)                | 哲里木盟(通辽)                | Zhélǐmù                       | ?                                                                      | ?                                                                      | ?                                                                      | ?                                                                      |
| Josutu (parte de Chifeng)     | 卓索圖盟                      | 卓索图盟                      | Zhuósuǒtú                     | ?                             | ?                                                                      | ?                                                                      | ?                                                                      |                                                                        |
| Yekejuu (Ordos)               | 伊克昭盟(鄂尔多斯)            | 伊克昭盟(鄂尔多斯)            | Yīkèzhāo                      | ?                             | ?                                                                      | ?                                                                      | ?                                                                      |                                                                        |
| Juuuda (Chifeng)              | 昭烏達盟(赤峰)                | 昭乌达盟(赤峰)                | Zhāowūdá                      | ?                             | ?                                                                      | ?                                                                      | ?                                                                      |                                                                        |
| Xilingol                      | 錫林郭勒盟                    | 锡林郭勒盟                    | Xīlínguōlè                    | ?                             | Xilinhot                                                               | 錫林浩特                                                               | 锡林浩特                                                               |                                                                        |
| Ulanqab                       | 烏蘭察布盟                    | 乌兰察布盟                    | Wūlánchábù                    | ?                             | ?                                                                      | ?                                                                      | ?                                                                      |                                                                        |
| Chahar (part of Xilingol)     | 察哈爾                        | 察哈尔                        | Cháhā'ěr                      | ?                             | Kalgan (Zhangjiakou)                                                   | 喀拉幹(張家口)                                                         | 喀拉干(张家口)                                                         |                                                                        |
| Alxa                          | 阿拉善厄魯特旗                | 阿拉善厄鲁特旗                | Ālāshàn'èlŭtè                 | ?                             | Bayanhot                                                               | 定遠營                                                                 | 定远营                                                                 |                                                                        |
| Ejin (Ejin Banner)            | 額濟納土爾扈特旗              | 额济纳土尔扈特旗              | Éjìnàtŭĕrhùtè                 | ?                             | ?                                                                      | ?                                                                      | ?                                                                      |                                                                        |